# ウィリアム・バージェス
ウィリアム・バージェス（英: William Burges、[ˈbərdʒɛs]、1827年12月2日 - 1881年4月20日）は、イギリスの建築家、デザイナーである。ビクトリア時代の芸術的建築を造った巨人の中にあって、その作品は19世紀の工業化と新古典主義建築様式の双方から逃れ、ユートピア的中世ヨーロッパの建築と社会の価値を再構築することを追求した。ゴシック復古調の伝統に立ち、ラファエル前派のものを写し、アーツ・アンド・クラフツ運動の先駆けとなった。また、ジャポニスム支持者としても知られる。
バージェスの経歴は短いが、華々しいものだった。最初に受けた大きな注文は、バージェスが35歳の1863年に、コークにおけるセント・フィン・バーレの大聖堂だった。そして1881年にケンジントンの私宅ザ・タワー・ハウスで死んだ時はまだ53歳だった。その建築の成果は小さいが変化に富んでいる。長年技能者チームと働きながら、教会、大聖堂、倉庫、大学、学校、家屋、城を建設した。最も著名な作品は1866年から1928年に建設されたカーディフ城、1872年から1892年に建設されたカステル・コックであり、どちらも第3代ビュート侯爵ジョン・クライトン＝ステュアートのために建てた。その他の重要な建築物として、バッキンガムシャーのグレイハースト家屋（1858年-1865年建設）、ナイトシェイズ・コート（1867年-1874年建設）、ヨークシャーのクライスト・ザ・コンソーラー教会（1870年-1876年建設）とセントメアリーズ・スタドリー・ロイヤル（1870年-1878年建設）およびカーディフのパーク・ハウス（1871年-1880年建設）がある。
そのデザインの多くは実現しなかったか、建設後に解体あるいは変更されたものとなっている。リール（1854年）、アデレード（1856年）、コロンボ、ブリスベン（1859年）、エディンバラ（1873年）、トゥルーロ（1878年）に参加したコンペは全て落選した。イスタンブールのクリミア戦争記念教会（1856年）のコンペでは当選案に選ばれたが、実施設計はジョージ･エドモンドストリートに任された。ストランドの王立裁判所（1866年-1867年）のコンペでは、ストリートに負けた。セント・ポール大聖堂の内装を飾り付け直す計画（1870年-1877年）は放棄され、その任務から解任された。スキルベックの倉庫（1865年-1866年）は1970年代に解体され、ソールズベリー大聖堂（1855年-1859年）、オックスフォードのウースター・カレッジ（1873年-1879年）およびナイトシェイズ・コートの作品は数十年前に失われた。
バージェスは、建築以外にも金属加工品、彫刻、宝石、家具、ステンドグラスをデザインした。1864年に芸術協会で行った一連の講義「産業に適用された芸術」はその関心範囲の広さを示している。その話題はガラス、陶器、真鍮と鉄、金と銀、家具、機織り芸術、建築物の外部装飾にまで及んでいた。その死後1世紀の大半で、ビクトリア建築は集中した研究や同調する関心の対象とならず、バージェスの作品はほとんど無視されたままだった。しかし20世紀後半にビクトリア芸術、建築、デザインに対する関心が復活し、バージェスとその作品を再評価することになった。

## 生い立ち、旅
バージェスは、1827年12月2日に、裕福な土木技師アルフレッド・バージェス（1796年-1886年）の息子として生まれた。アルフレッドはその死の時に 113,000 ポンド（2013年のインフレ調整後で 10,422,498 ポンド）ほどの資産を形成していた。息子のバージェスは実際に生活のために稼ぐ必要もなく、その生涯を建築の研究と実行に捧げることができた。

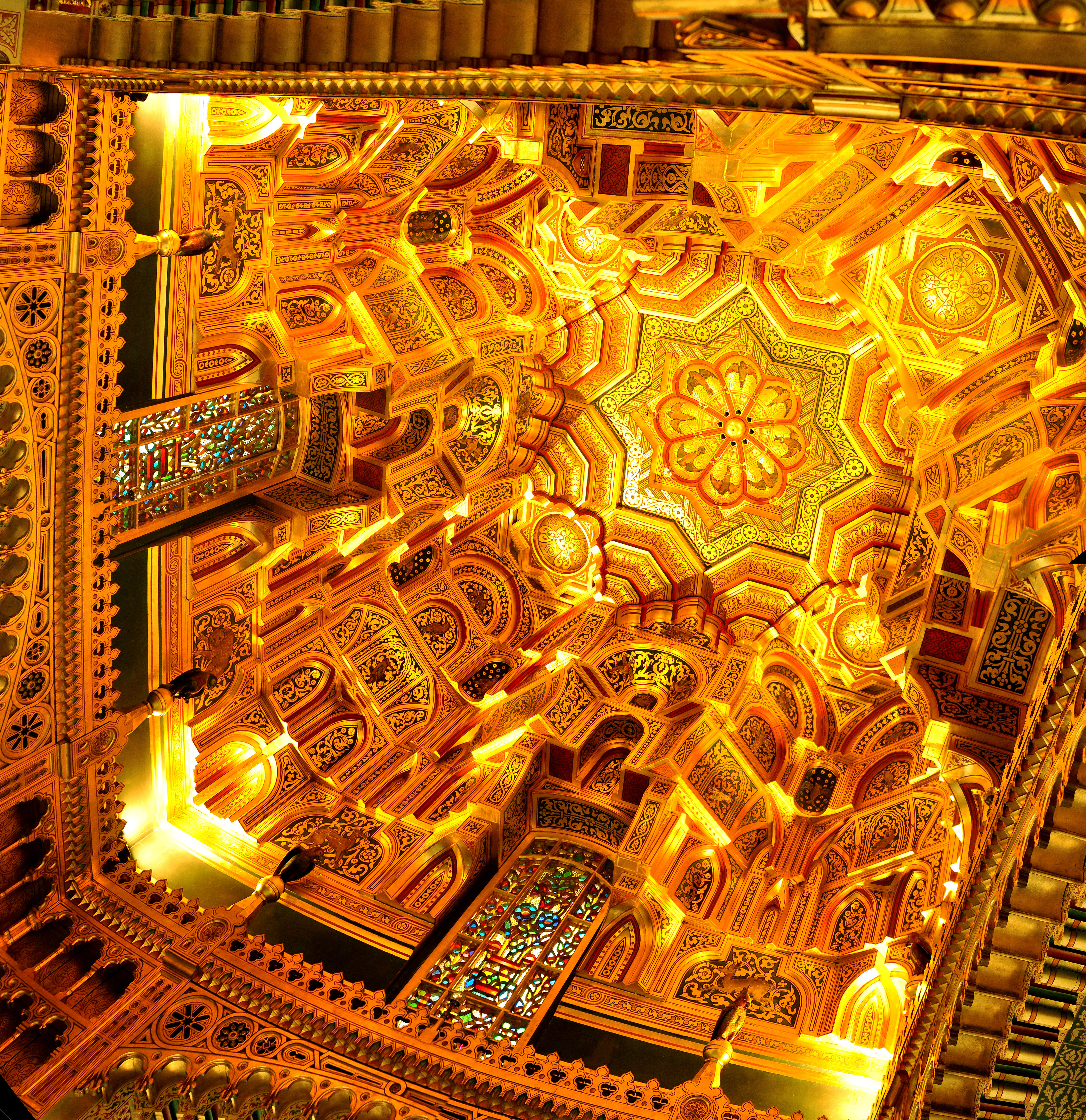
カーディフ城アラブ室の天井

バージェスはロンドンのキングス・カレッジ・スクールに入学し、1839年には工学を勉強した。同級生にはダンテ・ゲイブリエル・ロセッティやウィリアム・マイケル・ロセッティがいた。1844年に卒業し、ウェストミンスター寺院の営繕技師エドワード・ブロアの事務所に入った。ブロアは名声を得た建築家であり、ウィリアム4世やビクトリア女王のために働き、ゴシック復古調建築の提唱者としての評判を得ていた。1848年あるいは1849年、バージェスはマシュー・ディグビー・ワイアットの事務所に移った。ワイアットはブロアと同じくらい建築家として著名であり、1851年に大博覧会を指揮したときの指導的役割でその仕事が評価されていた。バージェスがワイアットと共に制作した作品の中で、特に博覧会の中世宮廷は、その後の経歴の中に影響を残した。この期間、ワイアットの著作『金属加工』のために中世金属加工品の絵も作成した。その著作はヘンリー・クラットンがイラスト作成で支援し、1852年に出版された。
バージェスのその後の経歴の中で同じくらい重要だったのが旅だった。バージェスは建築家は全て旅をすべきと考え、「異なる時代と異なる人によって様々な芸術上の問題が如何に解決されているかを見ることが絶対的に必要である」と述べていた。私的な収入に支えられ、まずイングランド中を、続いてフランス、ベルギー、オランダ、スイス、ドイツ、スペイン、イタリア、ギリシャ、そして最後はトルコを回った。全体では海外で18か月ほどを費やし、スケッチや描画でその技能と知識を養った。そのとき見たものと描いたものは、その経歴の全体を通じて利用し再利用した影響力とアイディアの蓄えとなった。トルコの先までは行ったことが無かったが、近東と中東の芸術と建築はかなりの影響を与えた。ムーア風のデザインに魅了されていたことは、カーディフ城のアラブ室に表現されており、日本の技術を勉強したことは、後の金属加工に影響した。35歳のときに最初の重要な注文を受けたが、その後の経歴では予測されたような発展が見られなかった。そのスタイルはそれ以前の20年間に及ぶ研究、思考、旅で既に作り上げられていた。バージェス研究では最初の権威であるJ・モードーント・クルックは、「彼の『デザイン言語』を20年間で準備した後に確立させてしまうと単に応用するだけであり、同じ『語彙』に繊細さや嗜好を加えて応用し、再度応用した」と記している。

## 初期の作品

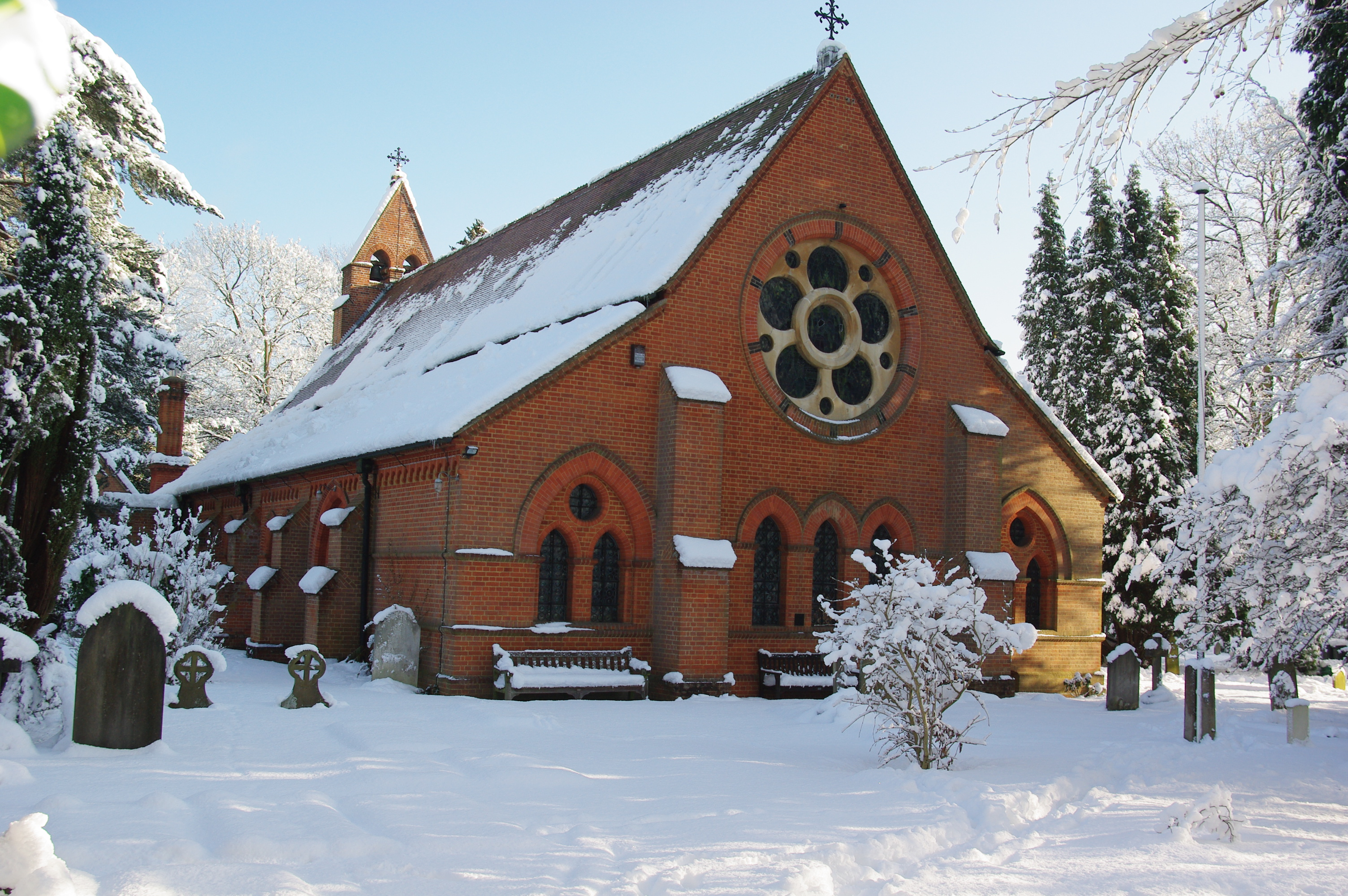
ハンプシャー州フリートにあるオールセインツ教会

1856年、バージェスはストランドのバッキンガム通り15で、ロンドンでの建築事務所を始めた。初期に制作した家具のいくつかはこの事務所で創作され、後に自分の生涯の終わりに向かって、自分のために建てた家であるケンジントン、メルベリー道路のタワー・ハウスに移されることになった。建築の分野では特に注目すべきものが無かったが、リール大聖堂、クリミア記念教会、ボンベイ美術学校という名声を得ることに繋がる注文を得ていた。ただしそのどれもバージェスのデザインではなかった。ストランドの裁判所では注文を得られなかった。これが成功して居れば、建築関連の著作家ディクソンとマセシウスが、「13世紀の夢の世界の再創出であり、大きな創作力のあるスカイラインがあった」と叙述したように、その計画はロンドンにカルカソンヌ（フランスの歴史的城壁都市）を与えていたであろう。1859年、オーストラリアのブリスベンに造るセントジョンズ大聖堂のためにフランスでヒントを得たデザインを提出したが、拒否された。またセイロンのコロンボ大聖堂やアデレードの聖フランシス・ザビエル大聖堂のデザインも作ったが、成功しなかった。しかし1855年、ソールズベリー大聖堂の参事会集会所再建については注文を得ていた。ヘンリー・クラットンが主任建築士だったが、助手としてのバージェスが、彫刻の再生や装飾全体の計画について貢献した。その大半は1960年代の修復で失われている。バージェスの仕事でより長生きしたのが、1858年、第2代カーリントン男爵ロバート・カーリントンのために、バッキンガムシャーのゲイハースト家屋を大々的に改修したものだった。部屋部屋にはバージェスの特徴を表す大型暖炉があり、バージェスが長く協力者としたトマス・ニコルズの彫刻があった。特に応接間のものは『失楽園』と『復楽園』をモチーフにしたものだった。また男性従僕のために円形トイレを設計しており、ジェレミー・クーパーが「うなりを上げるケルベロスが上に乗り、3つある頭のそれぞれには血走ったガラスの目がはめ込まれていた」と表現している。

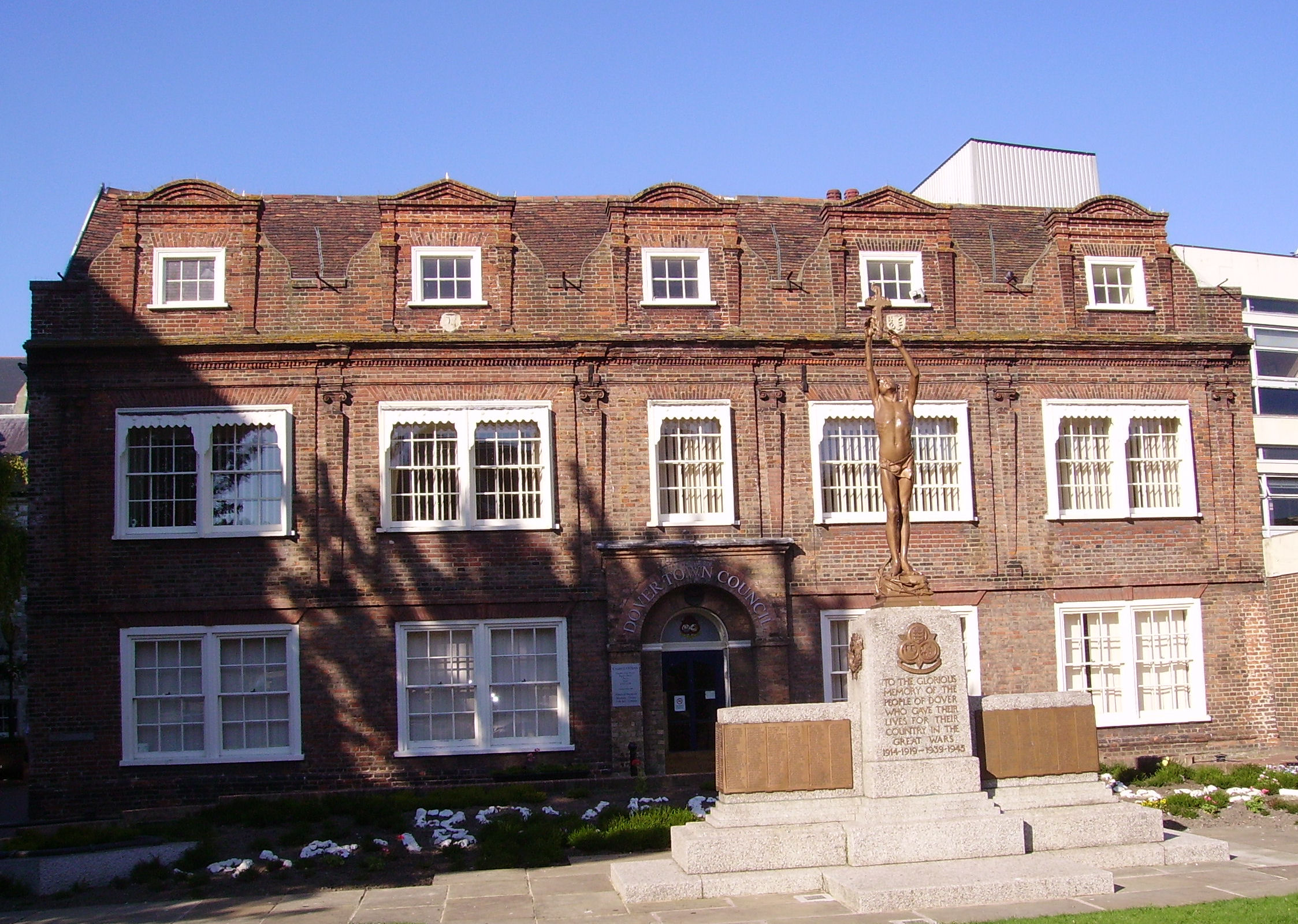
ドーバーのメゾン・デュー

1859年、アンブローズ・ポインターとドーバーのメゾン・デューの工事を始め、1861年に完工した。元々の中世のスタイルを模したものであり、グロテスクな動物や紋章に新しいデザインを取り入れて革新した様が見て取られる。後に1867年に追加した会議室を設計しており、1881年には町の集会所かつコンサートホールであるコノート・ホールの工事を始めていた。この新しい建物には集会室と、市長と役人の事務所も含んでいた。バージェスがこの工事を設計したが、その大半はその死後に、パートナーのプーランとチャップルによって完成された。1859年から1860年、ポインターからウォルサム修道院の改修を引き受け、ポインターの息子であるエドワード・ポインターや、家具職人のハーランドやフィッシャーと共に仕事をした。その東端には、ジェイムズ・パウェル&サンズ社のエドワード・バーン＝ジョーンズに、エッサイの木を表す3つのステンドグラスを作るよう発注した。
1861年から1862年、下院議長の秘書チャールズ・エドワード・レフロイから、レフロイの妻の記念としてフリートのオールセインツ教会を建設する注文を受けた 。レフロイの妻はジェイムズ・ウォーカーの娘であり、ウォーカーはバージェスの父アルフレッドとウォーカー・アンド・バージェスという海洋土木会社を設立していたので、家族の繋がりがこの受注に至った。ニコラウス・ペヴズナーはフリートについて、「形が無く、特徴も無く、1つを除いては著名な建物も無かった」と言っている。その1つがオールセインツ教会だった。この教会は赤煉瓦造りであり、ペヴズナーは「驚くほど拘束されている」と考えた。内部も簡素に装飾されていたが、大きな彫刻、特にレフロイの墓の彫刻と、元々の墓があった所の上にある切妻アーチの彫刻は、バージェス独特のものであり、クルックは「筋肉だらけのものほどゴシックの飾りがない」と表現している。

## コークのセント・フィン・バーレの大聖堂

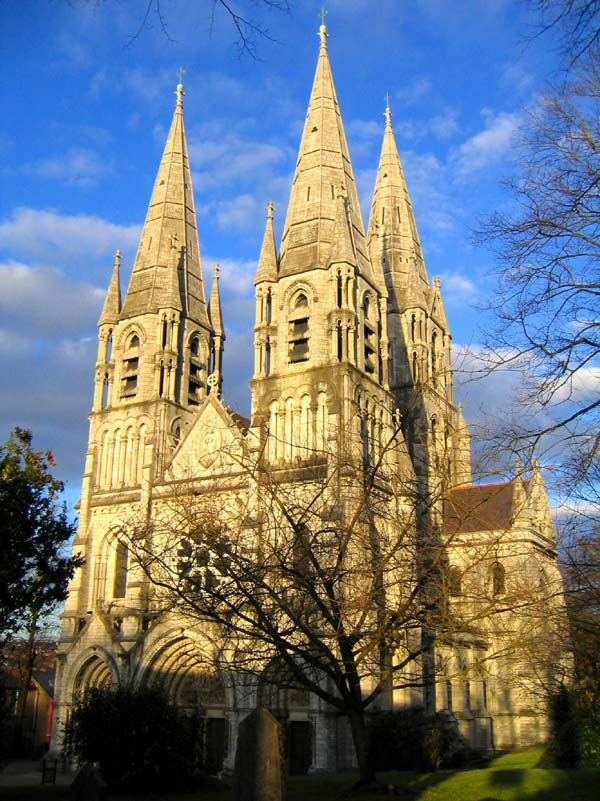
コークにあるセント・フィン・バーレの大聖堂、バージェスが最初に受注した大作

バージェスは初期のコンペに落選していたが、イングランド・ビクトリア期の半ばに始まった建築スタイルの危機に、初期フランス様式が答えを与えられるという信念を持ち続けており、「私は13世紀の信念で育てられ、その信念を持って死ぬつもりだ」と記していた。35歳になった1863年に、コークのセント・フィン・バーレの大聖堂という最初の大きな注文を得ることができた。バージェスはその日記に「コークを得た!」とその喜びを記している。
セント・フィン・バーレの大聖堂のコンペは、1735年に建てられた現存建築に不満が広がった結果として生じた。この建物について、「ダブリン・ビルダー」誌が「コークを長く不名誉にしていた大聖堂のみすぼらしい謝罪」と表現していた。イギリス諸島ではセント・ポール大聖堂以来となる大聖堂の建設だった。提案された予算は15,000ポンドと安かったが、バージェスはこの拘束条件を無視し、2倍も掛かることになると自ら認めるようなデザインを行った。仲間のコンペチターからの抗議にも拘わらず、バージェスが入選した。ただし最終的な建設費は10万ポンドを超えることになった。
アイルランドでは以前に、キャリグロヘインのセントピーター教会、テンプルブリーディのホリー・トリニティ教会、フランクフィールドおよびダグラスで働いたことのあったバージェスは、司教のジョン・グレッグなど地元の強い支持が得られた。さらに、「アイルランド・ハンドブック」に記されているように、バージェスは中世様式に対する愛情を、プロテスタントの豊かさを目に付きやすく表現することと組み合わせた。これは、確立されたアイルランドの英国国教会がその優越性を主張することを求めていた当時、重要な要素だった。
外観には以前に実行されなかった計画のものを再利用した。全体デザインはクリミア記念教会とブリスベンのセントジョンズ大聖堂のものから採られ、正面はリール大聖堂のものから採られた。この建物の大きな問題点はその大きさだった。その資金集め組織は多大な努力をしたが、またバージェスは当初予算を超過したが、コークでは依然として真に大きな大聖堂を造る余裕がなかった。バージェスは3基の尖塔で雄大さを表現し、他の部分は小さくすることで相殺して、この問題を克服した。
この大聖堂は、大きさでは控えめだったが、大変豊かな装飾を施された。バージェスは以前にやっていた通り、バッキンガム通りの事務所から、また多くの訪問した場所に行く途中から、彫像、ステンドグラス、家具までデザインのあらゆる面を監督し、個人的に関わる度合いが強かったために、その設計費については通常の5%より高い10%を請求した。西面を飾る彫刻や建物の内外面を飾る彫刻の1,260体全ての図面を引いた。74有ったステンドグラスの大半については下絵をスケッチした。モザイク舗道、祭壇、説教団、司教座をデザインした。ローレンスとウィルソンはその結果を「教会建築における（バージェスの）疑いもなく最大の作品」であり、内装は「圧倒させるものであり、夢中にさせるものである」と考えている。バージェスの能力、そのチームの注意深い指導、全体的な美観の統制、さらに当初予算の15,000ポンドを遙かに超えたことを通じて、その大きさは教区教会の規模をあまり超えてはいないが、印象においてはローレンスとウィルソンの研究で「ある都市とその子孫が全能者の称賛に値する記念碑と見なすことができるような大聖堂」と表現した建物を生みだした。

## 建築チーム

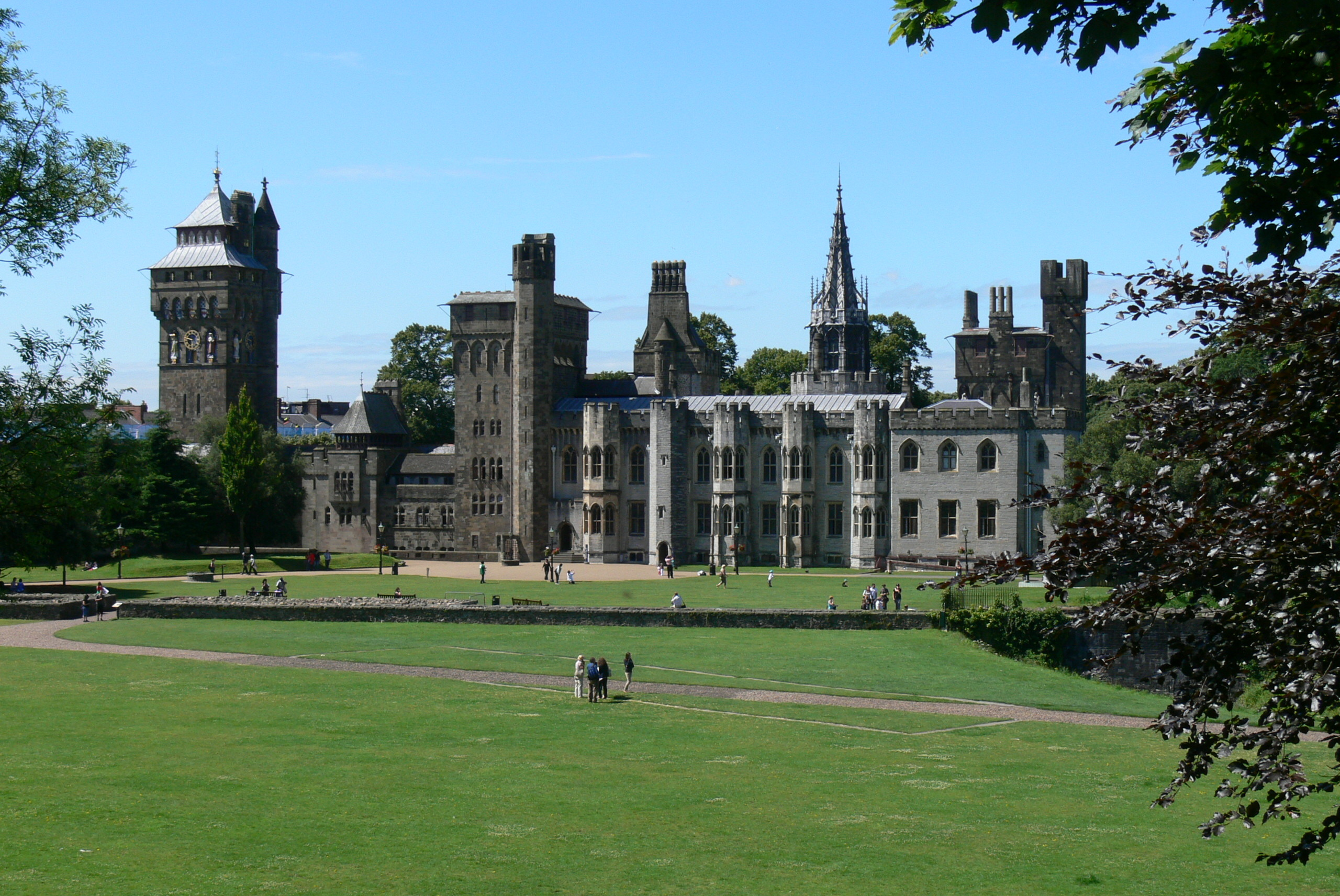
カーディフ城、バージェスの建築チームの多くが関わった

バージェスはその助手のチームに忠誠感を大いに吹き込み、その共同事業は長続きした。ジョン・スターリング・チャップルは事務所のマネジャーであり、1859年にバージェスの事業に参加した。カステル・コックの家具の大半をデザインしたのがチャップルであり、バージェスの死後にその修復を完成させた。チャップルに次ぐのが事務員として行動したウィリアム・フレームだった。ホレイショ・ウォルター・ロンズデールはチームのチーフ・アーティストであり、カステル・コックやカーディフ城の広大な壁画に貢献した。主要な彫刻家がトマス・ニコルズであり、コークでバージェスと働き始め、セント・フィン・バーレの大聖堂で多くの作品を完成させ、ヨークシャーの主要教会2件で協力し、カーディフ城の動物壁では当初の彫刻全てを担当した。ウィリアム・グァルバート・ソンダーズは1865年にバッキンガム通りのチームに加わり、ステンドグラス制作のデザインと技術の発展のためにバージェスと働き、セント・フィン・バーレの大聖堂では最良のガラスの大半を制作した。セッカルド・エジディオ・フシグナはもう一人の長期にわたる協力者であり、カステル・コックの跳ね橋の上にある聖母子像を彫刻し、カーディフ城ではビュート卿寝室のマントルピース上のセントジョン像、屋上庭園ではマドンナの青銅像を制作した。最後にスウェーデン生まれのイラストレーター、アクセル・ヘイグがいた。ヘイグはバージェスが顧客に提示する水彩透視画の多くを準備した。クルックは彼等のことを「才能ある者達の集団であり、芸術建築家で中世賛美者であるその主人のイメージで、事業よりもとりわけ芸術に没頭する冗談を言う人、道化師にも作られた人々」と呼んだ。

## ビュート侯爵との共同事業
| バージェス（左）とビュート、バージェスはエドワード・ウィリアム・ゴッドウィンによる1875年の絵画 |  | バージェス（左）とビュート、バージェスはエドワード・ウィリアム・ゴッドウィンによる1875年の絵画 |
| バージェス（左）とビュート、バージェスはエドワード・ウィリアム・ゴッドウィンによる1875年の絵画 |  |                                                                                                |

1865年バージェスは第3代ビュート侯爵ジョン・パトリック・クライトン＝ステュアートと出会った。このことは、アルフレッド・バージェスの土木工事会社ウォーカー・バージェス・アンド・クーパーが、1855年に第2代侯爵のためにカーディフのイースト・ビュート・ドックを引き受けたことから生じた可能性がある。第3代侯爵は建築家としてのバージェスにとって最大のパトロンとなった。両人ともに同じ世代であり、その父達が行った事業によりその息子達が建築的業績を挙げるための手段を提供しており、両人とも「産業主義の悪を、中世の美を復活させることで補う」ことを求めていた。
ビュートは1歳の時に侯爵家を継承して、年間30万ポンドの遺産を相続し、バージェスと出会った時までに、仮に世界ではないとしてもイギリスでは最も裕福な人と考えられていた。ビュートの冨は共同事業の成功にとって重要だった。バージェス自身が「良い芸術は全く希なものであり、安さよりも遙かに貴重なものである」と記していた。ビュートは学者、古物収集家、強迫的建設者、かつ熱狂的中世信奉者であり、マクリーが「ビュートの最も記憶される全体業績」と考えるものを生みだすバージェスの天才性と組んだ、その関係、資源と興味に金以上のものをもたらした。
いずれにしても、この関係はバージェスの余生の間も続き、その最も重要な作品に繋がっていった。侯爵とその妻にとって、バージェスは「魂に息を吹き込むもの」だった。建築学の著作家マイケル・ホールはバージェスがカーディフ城を再建したことと、市の北にあるカステル・コックの廃墟再建を完成させたことを、その最高の業績を表していると考えている。これらの建物で、クルックは、ホールが「これまでになされたゴシック復古調建築の中でも最も素晴らしいもの」と表現した「建築的空想世界」にバージェスが逃げ込んだと主張している。

### カーディフ城

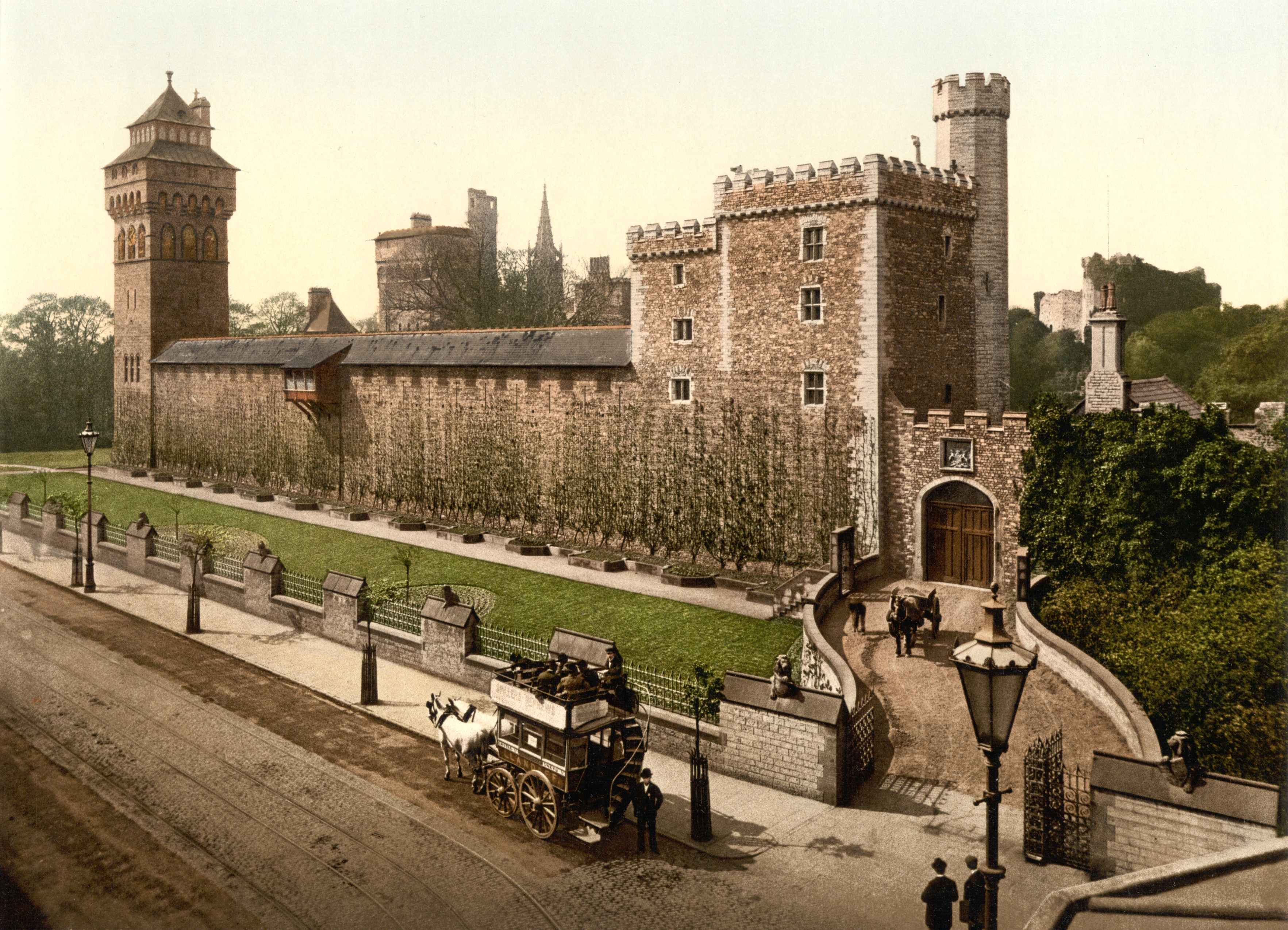
カーディフ城、1890年代

19世紀初期、当初のノルマン人の城は、第3代侯爵の曾祖父である初代侯爵のためにヘンリー・ホランドが拡大し、改造していた。第2代侯爵はその広大なグラモーガン荘園を訪問したときにこの城に滞在し、その間に現代のカーディフを開発し、サウスウェールズ・バレーから石炭や鉄鋼を積み出すためにカーディフ・ドックスを創設したが、城そのものにはほとんど手を掛けず、初代侯爵の仕事を完成させただけだった。第3代侯爵はホランドの工事を嫌悪し、この城を「ルネサンス以来のあらゆる蛮行の犠牲」と表現し、成人したときに、ワグナー作風の規模でバージェスに再建させた。バージェスの通常のチームでは、チャップル、フレーム、ロンズデールなどほとんど全員が関わり、ジョン・ニューマンが『グラモーガン:ウェールズの建物』の中で「19世紀の空想の城全ての中で最も成功したもの」と表現した建物を創り出した。
工事は1868年にディーンの森の切石で高さ150フィート (45 m) の時計塔から取り掛かった。この塔は、侯爵が1872年まで結婚しなかったので、独身者のスイートルームになっている。寝室1つ、従僕の部屋1つと夏と冬の喫煙室があった。塔の外観は、バージェスが取れなかった裁判所コンペに出したデザインを再度活用した。内装は箔置き、彫刻、フレスコ画で豪華に飾られ、その多くは寓話の世界から採られ、季節、神話、寓話を表現していた。夏の喫煙室は塔の文字通りまた隠喩的頂点だった。二階分の高さがあり、内部のバルコニーからは連続した窓の帯を通じて、ビュートの冨の源泉であるカーディフのドック、ブリストル水路、ウェールズの岡と谷を眺められた。床はモザイクの世界地図であり、トマス・ニコルズによる彫刻があった。
城が発展すると、工事はビュート・タワーなどホランドがジョージア調に改修した領域の変更にまで進み、中世風ハーバート・タワーとボーシャン・タワー、さらにゲスト・タワーとオクタゴナル（八角）・タワーの建設まで進んだ。計画では、この城は概してビクトリア朝の標準的な風格のある家の配置に従っている。ビュート卿の寝室と、もう一つのハイライトである屋上庭園の両端などビュート・タワーはフシグナによる聖母の彫刻が付けられた。ビュートの寝室は多くの宗教的図像と鏡張りの天井がある。侯爵の名前であるジョンは、天井の梁にギリシャ語で"ΙΩΑИΣ"と繰り返し書かれている。八角塔は、小礼拝堂を含めてビュートの父が死んだ場所に建てられ、チョウサー室はその屋根をマーク・ジロアードが「屋根の建設でバージェスの天才性を示す最高の例」と言っているものになった。ゲスト・タワーには、その地下に当初のキッチンがあった場所があり、その上の子供部屋は、イソップ寓話と子守唄の登場人物を描いた色付きタイルで飾られた。

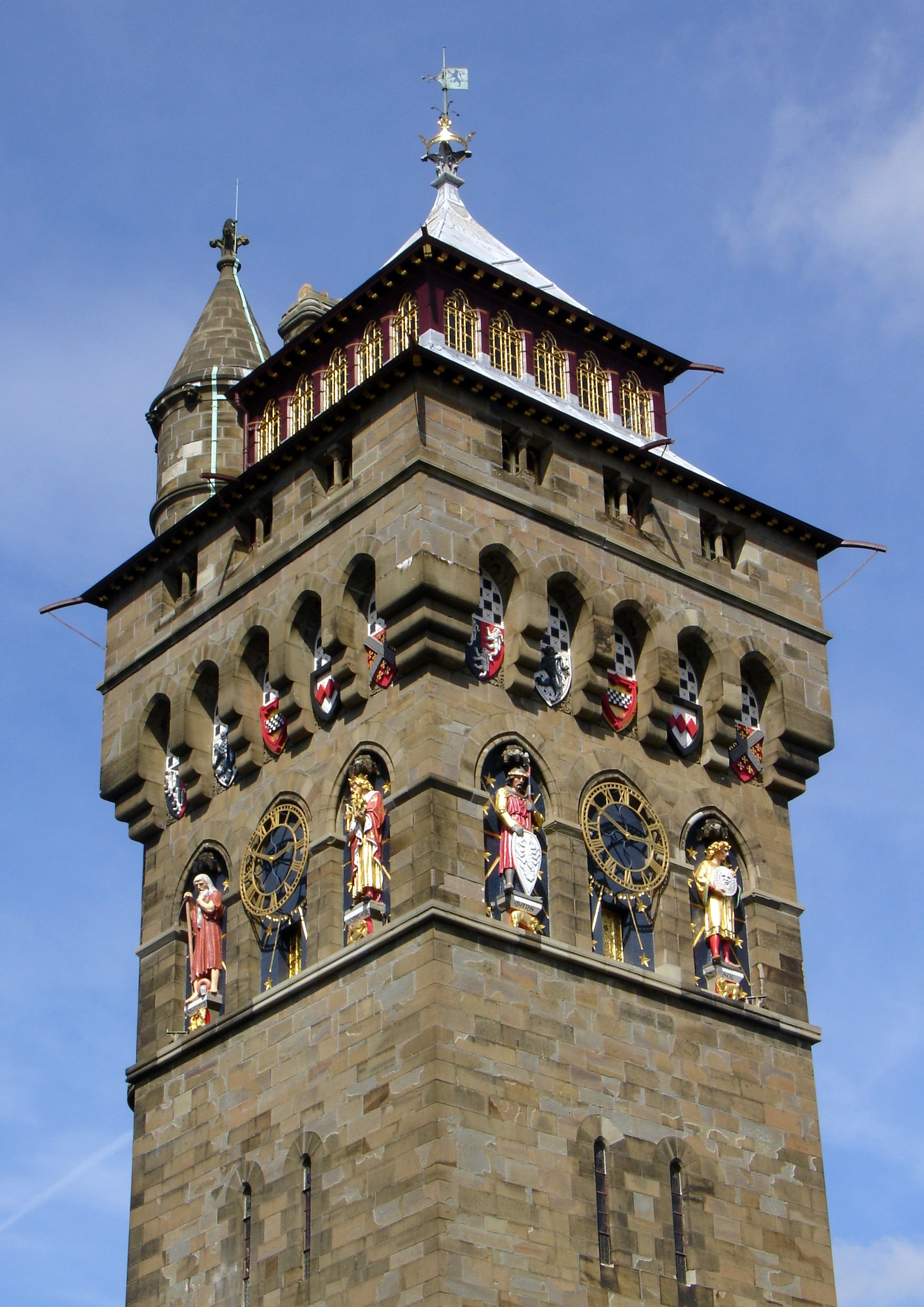
カーディフ城の時計塔

城の中央ブロックは、二階分の高さの宴会場があり、下には図書室がある。どちらも巨大であり、宴会場は侯爵が公的任務を果たすことのできる適当な客殿として機能し、図書室は侯爵の広大な図書の一部を収めた。そのどちらにも念入りな彫刻が施され、暖炉がある。宴会場の彫刻はノルマンディ公ロバートの時代の城そのものを描いている。ロバートは1126年から1134年にそこに幽閉されていた。図書室の暖炉は5つの文字が描かれ、その4つはギリシア文字、エジプト文字、ヘブライ文字、アッシリア文字であり、5つ目はケルトの僧であるビュートを表していると言われる。この文字は部屋の目的と名だたる言語学者である侯爵に言及している。これら大きな部屋の装飾は、小さな部屋のものよりも成功していない。その多くはバージェスの死後に完成されており、ジロアードは壁画家のロンズデールが彼の才能を越えた広さを覆うように求められたものと考えている。城の中央部には大きな階段もある。アクセル・ヘイグが準備した水彩透視図に描かれたこの階段は、長い間建設されることがなかったと考えられていたが、最近の研究では一度建設され、1930年代に壊されたことが分かった。第3代侯爵夫人が「その磨かれた表面で滑った」ためだとされている。ハーバート・タワーのアラブ室は、バージェスが1881年に病気で倒れた時に最後に働いていた部屋だった。ビュートはバージェスのイニシャルと自身のイニシャルと日付を、その部屋の暖炉に記念として刻ませた。この部屋はバージェスの義兄弟リチャード・ポップルウェル・プーランが完成させた。

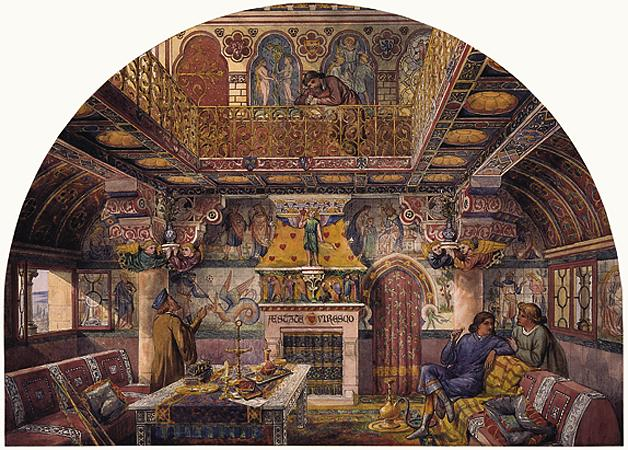
カーディフ城の夏の喫煙室、バージェスがデザインした

バージェスの死後、彼の設定していた線に従って城の他の部分にも、主にウィリアム・フレームが手を入れた。その中には当初ローマ時代の砦の壁を広範に再建したことも含まれている。動物の壁は1920年代に第4代侯爵によって完成され、当初は城の堀と町の間に立ち、9つの彫刻をトマス・ニコルズが制作し、後の1930年代に6体をアレクサンダー・カリックが制作した。スイス橋はかつて堀に架かり、動物の壁まで広がるラファエル前派の庭園に続いていたが、1930年代に取り払われた。北のビュート公園の外れにある厩は、1868年から1869年にバージェスが設計した。
ミーガン・アルドリッチは、カーディフ城のバージェスによる内装は「滅多に並ぶものが無い」と主張している。ただし、「彼の豊かな空想的ゴシックは同じくらい裕福なパトロンを必要としたので、建設された建物が少なく、完成された作品は19世紀ゴシックの傑出した記念碑である」と言っており、カーディフ城で創出したスイートルームが「完成されたゴシック復古調でも最も壮大なもの」としている。クルックはさらにこれらの部屋は建築の枠を越えて、「妖精王国と金の領国への3次元のパスポート」を創出し、「カーディフ城では夢の国に入る」と主張している。
この城は1947年に第5代ビュート侯爵によってカーディフ市に寄贈された。

### カステル・コック

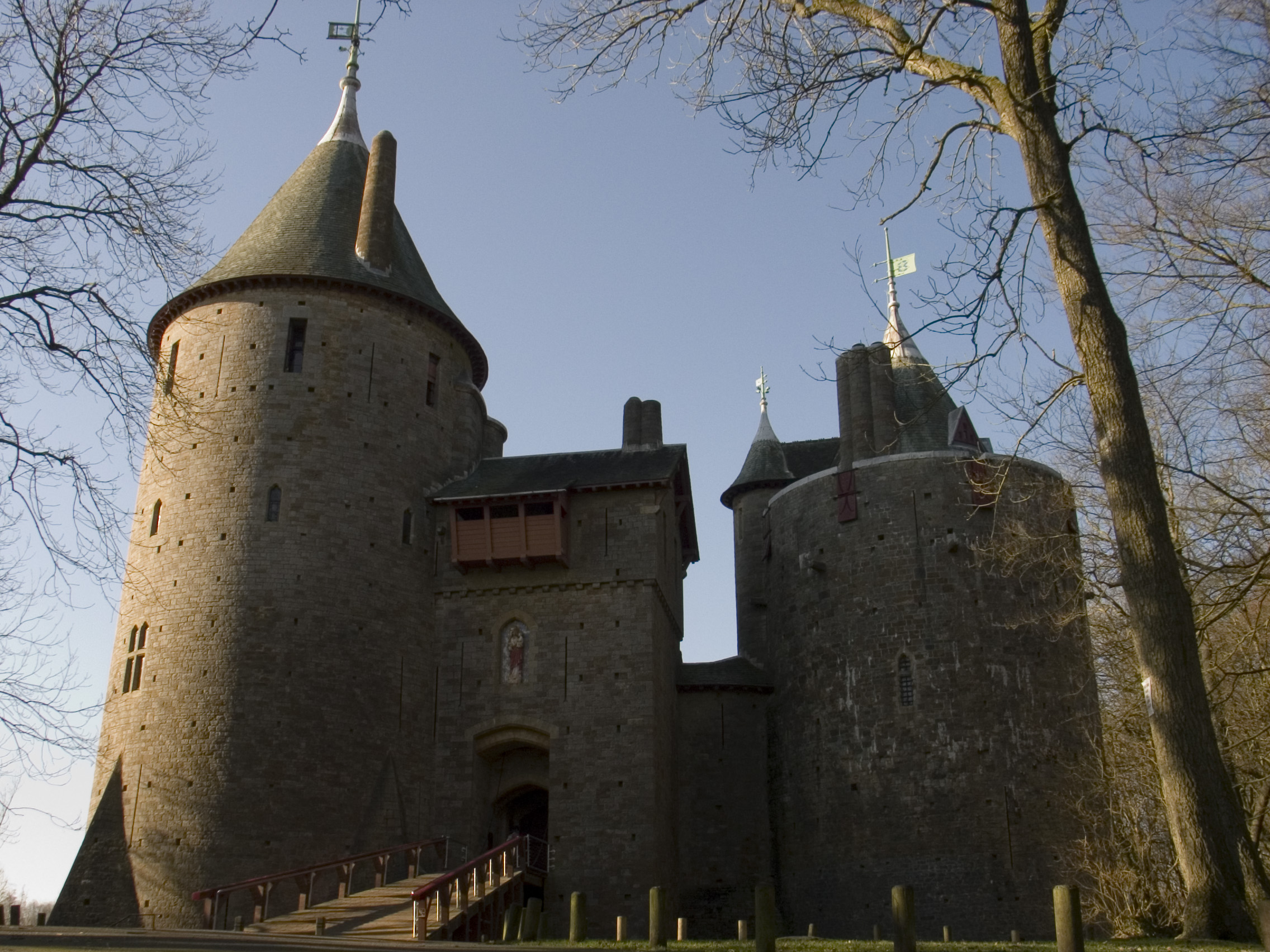
カステル・コック

1872年、カーディフ城の建設が進んでいる間に、バージェスはカステル・コックの再建を完成させる計画を提出した。カステル・コックはカーディフの北、ビュートの荘園にある13世紀砦の廃墟だった。その再建可能性についてのバージェスの報告書は1872年に届けられたが、カーディフ城の工事があったことと、侯爵が倒産に直面しているという侯爵の管財人達の謂れの無い心配もあって、建設工事が始まったのは1875年になってからだった。その外観は3つの塔で構成され、ニューマンは「その直径はほとんど等しいが、高さははっきり分かるくらい等しくない。」と叙述している。バージェスが得た主要な着想は、ほぼ同世代のフランス人建築家ウジェーヌ・エマニュエル・ヴィオレ・ル・デュクの作品だった。ヴィオレ・ル・デュクはナポレオン3世のために、同様な修復と建設の工事を引き受けていた。クシー城、ルーブル美術館、および特にピエールフォン城のその作品が、カステル・コックに反映され、バージェスの客室天井の絵は、八角形であり、リブでアーチ天井を支えたピエールフォン城の「皇妃の部屋」から多くを取り入れていた。またもう一つの着想元はスイスのシヨン城であり、その円錐形の塔の屋根が使われた。
カステル・コックは14世紀初期のウェールズ反乱で大きな損傷を受け、利用されなくなり、テューダー朝までに、古物収集家ジョン・ルランドが「廃墟の中は大きな物が無く、高さだけだった」と述べている状態になっていた。これを再建するための図面集が現存しており、またバージェスによる建築的な正当化も全て残っている。この城の再建は、歴史的に疑問の残る3つの塔の円錐形屋根が特徴だった。クルックに拠れば、バージェスは「効力に疑いのある相当な躯体でその屋根を支えた。真実は、バージェスが建築的効果のためにそれらを望んだということである。」と述べている。
3つの塔、すなわちキープ・タワー、ウェル・タワー、キッチン・タワーが一連の区画を構成し、中でも主要なものは城主の部屋であり、キープ・タワーの中にある。工事は緩り進み、宴会場が完成したのはバージェスの死後となった。ニューマンは「希薄で焦点が無い」と表現し、クルックは「沈滞した」と考えている。巨大な炉棚があり、トマス・ニコルズが彫刻を入れた。炉棚の上中央の人物像の正体は不明である。ジロアードはダビデ王だと言い、マクリーズは聖ルキアスだと言っている。応接室は二階分の高さがあり、ニューマンが「自然の繁殖力と命の脆さという織りなされたテーマ」を扱っていると述べる飾りがある。ニコルズが作った石造り暖炉は運命の三女神であり、命の糸を「紡ぎ（誕生）」「割り当て（寿命）」「切断（死）」している。回りの壁の壁画はイソップ寓話の絵であり、審美運動の様式で繊細な動物の絵が描かれている。

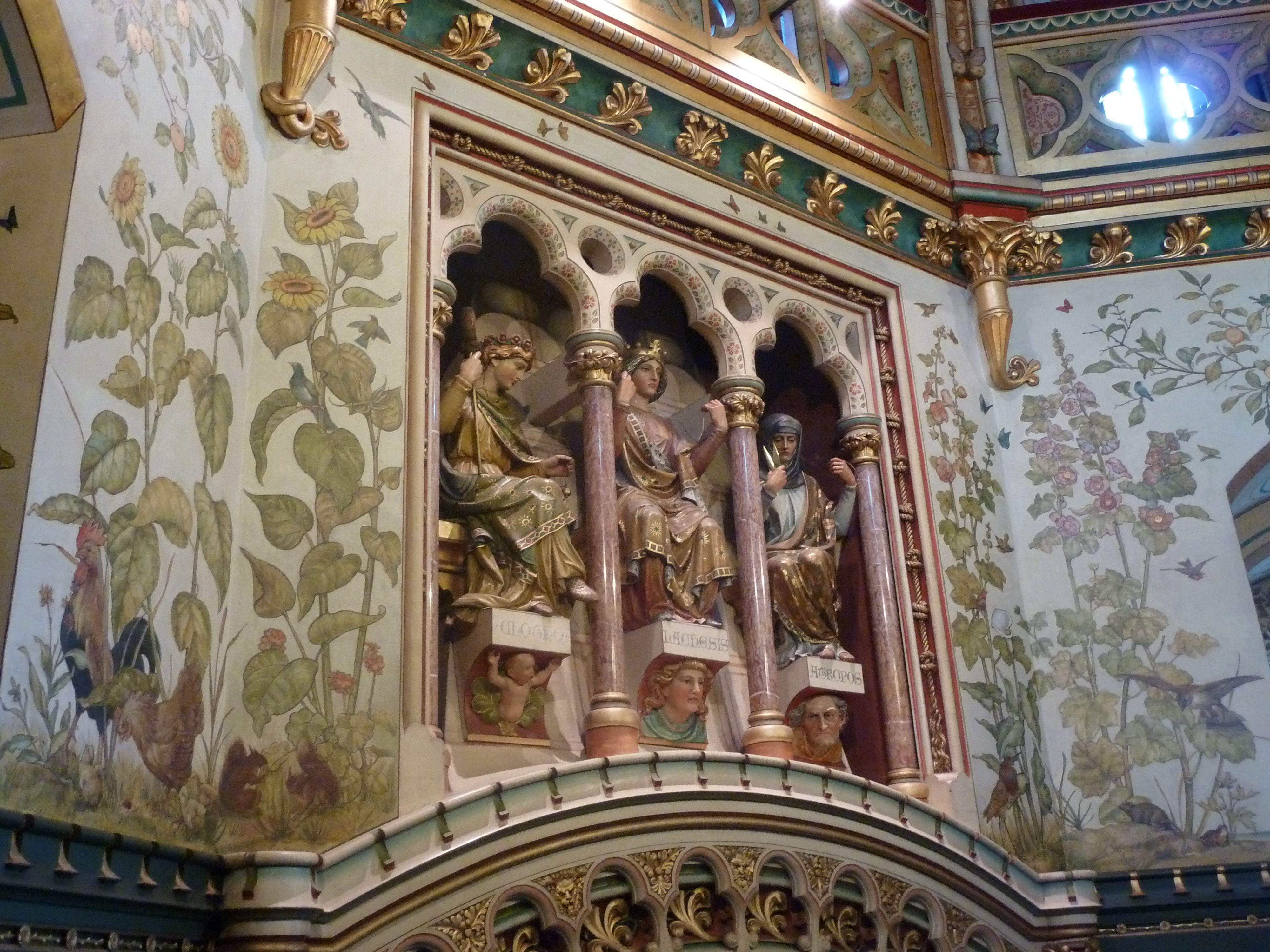
運命の三女神がある暖炉、カステル・コック

ヴィオレ・ル・デュクのクシー城やピエールフォン城の部屋をモデルにした、大きなリブでアーチ天井を支えた八角室は、蝶々や鳥の絵で飾られている。ホールの近くにウィンドラス室があり、バージェスは跳ね橋を巻き上げるために実際に機能するこの装置を組み立て、また熱湯を排出する殺人穴とともにその存在を喜んでいた。侯爵の寝室にはスパルタ式浮き彫りがあり、城の頂部手前にビュート夫人の寝室がある。クルックはこの部屋を「純粋なバージェス」と考え、「アーケードのある円形、朝顔口の窓によって切り取られ、三弁のドームが上に乗る」と表現している。装飾のテーマは「愛」であり、サル、ザクロおよび巣作りする鳥で象徴化されている。この装飾はバージェスの死後かなり経ってから完成したが、その精神が誘導するものとなった。ウィリアム・フレームは1887年にトマス・ニコルズにあてて「バージェス氏はそれをやろうとしたのだろうか？」と記していた。バージェスの当初の城のデザインにはウェル・タワー屋根上に礼拝堂を作ることになっていた。それが完成することは無く、その名残は19世紀後半には除去された。
1881年にバージェスが死んだ後、さらに10年間は内装工事が続けられた。この城はほとんど使われることが無く、侯爵も完成後に訪れることが無かった。その主たる機能は家族の保養所だったが、侯爵夫人と娘、マーガレット・クリクトン＝ステュアートが、1900年に侯爵が死んだ後に利用していた。1950年、第5代ビュート侯爵がこの城を建設省に渡した。マクリーズは「建築的な構成で、ビクトリア期最大の勝利の1つ」と見ている。クルックはバージェスが「瓦礫の山からおとぎ話の城を再生したものであり、中世の原稿の切れ端から現実のものにされたようにも見える」と記している。

## その後の作品
1860年代からバージェスが死ぬまでの作品の主要部分はビュートによる発注によるものだった。しかし、その他にも指名を受け入れ続けていた。

### オックスフォードのウースター・カレッジ
オックスフォードのウースター・カレッジのホールと礼拝堂内装は、1776年から1790年にジェイムズ・ワイアットが設計していた。1864年、H・C・O・ダニエル牧師からワイアットが行った礼拝堂の平凡なデザインを見直す注文をバージェスが受けた。ダニエルはカレッジの上級談話室委員であり、後の学長でもあったが、バージェスについてはキングス・カレッジ・ロンドンの時に同級生だった。バージェスの膨大な図像がこの建物を包み、信者席の端には動物や鳥が描かれ、モザイク床はその同級生を驚かせた。中世の技法に関する希な知識で描かれ、細部まで細心の注意を払って作成されたものであり、クルックが「ビクトリア最盛期教会内装の中でも最も特徴あるもの」と表現した礼拝堂を創り上げた。装飾計画における豊かな象徴性ある図像とフリーメイソンの影響が重要であることについて、ギリンガムは、バージェスのフリーメイソンとの結びつきがその発注を一部説明していると述べ、「象徴的なフリーメイソンのコメントが礼拝堂に行き渡っている」と言っている。この礼拝堂の再装飾について、普段とは異なり、バージェスのいつものチームを使わなかった。ステンドグラスと天井画はヘンリー・ホリディが担当し、彫像、聖書朗読台、燭台はウィリアム・グリンゼル・ニコルが担当した。
1873年から1879年、バージェスはカレッジのホールの再装飾も引き受けた。このホール改修に必要な資金は、壁の装飾木製パネルが個人に与えられ、クレストと盾に献金者のものを取り入れるというアピールによって集められた。クレストあるいは盾が誰のものか分からない場合には、元メンバーのものが置き換えられ、バージェスが木の上に大理石模様の模倣柄を描いた。ホールの端にある大きな窓もパネルに見つからなかった紋章で埋められた。暖炉が演壇に挿入された。このホールにおけるバージェスの作品ほとんど全ては、1960年代の再改修で失われ、ワイアットのデザインが復元されたが、暖炉はナイトシェイズ・コートに移され、ハイ・テーブル上の東窓は2009年頃に再現された。

### スキルベックの倉庫
スキルベックの倉庫は以前にロンドンのアッパーテムズ通り46にあったが、現在は解体されている。1866年にバージェスが建設した乾物屋倉庫であり、バージェスが工業デザインを行った唯一の例として重要である。バージェスはスキルベック兄弟から現存倉庫の改修を発注された。その結果は、バージェスの死亡記事担当記者が、「おそらく芸術の要求と実務的便利さを統合させた中でも最も成功した事例である」と表現したように影響力あるものだった。ブラッドリーはバージェスの改修について、「1つのゴシック調隠しアーチと切妻の下に2点を支える柱を」使ったと表現している。鋳鉄を露出させて使用したのは革新的だった。現代の材料と技術がゴシックの象徴と組み合わされており、「エクセシオロジスト」1886年の記事には、「大きなクレーンが東洋の美しいメイドの胸が彫り込まれた受け材で支えられ、乾物屋の取扱材の多くが発せられる地方を象徴し、切妻の円形窓はその高価な商品を運ぶ船のものである。」と書かれていた。この工事の総費用は1,413ポンドだった。

### ナイトシェイズ・コート

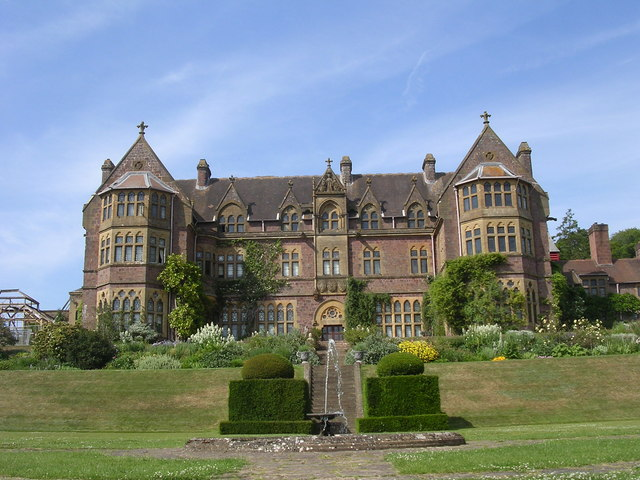
デヴォン州タイバートンにあるナイトシェイズ・コート

ナイトシェイズ・コート新築の注文は、1867年にジョン・ヒースコート＝アモリー卿から発注され、1869年に礎石が置かれた。1874年ではまだ未完成だった。これは費用やスタイルについてバージェスのデザインの多くに反対したヒースコート＝アモリー卿側の方に問題があった。内装工事が始まっていたが、建築家と施主の間の不穏な関係のためにバージェスがクビになり、ジョン・ディブル・クレイスが後任になった。それでもナイトシェイズ・コートは、標準的ビクトリア期配列で建設された中規模カントリーハウスでは、バージェスの唯一の例として残っている。初期フランス・ゴシックの様式を採り、大きな中央ブロックに突き出した切妻のある、標準的な新テューダー期配置に従っている。バージェスが計画した塔は建設されることが無かった。
内装はバージェスの過剰で溢れているが、どの部屋もバージェスの設計通りに完成されなかった。完全に実行された内装が数少ない中で、多くはヒースコート＝アモリー卿とその後継者によって変えられ、あるいは弱められている。しかし図書室、アーチ天井のあるホールおよびアーチのある赤の応接室の内装はそのままであるか、あるいは修復されたものである。
この家屋は1972年にナショナル・トラストに渡されたので、修復と再生の大きな工事が行われ、バージェスの家具の多くは元々この家に無かったものでも展示されている。その中にはバッキンガム通りの書架やオックスフォードのウースター・カレッジ・ホールにあった暖炉がある。1960年代にウースター・カレッジ・ホールのバージェスによる装飾が取り払われたが、礼拝堂の装飾は残っている。その目的は、可能な限りバージェスとクレイスの作品を復元することである。

### パーク・ハウス

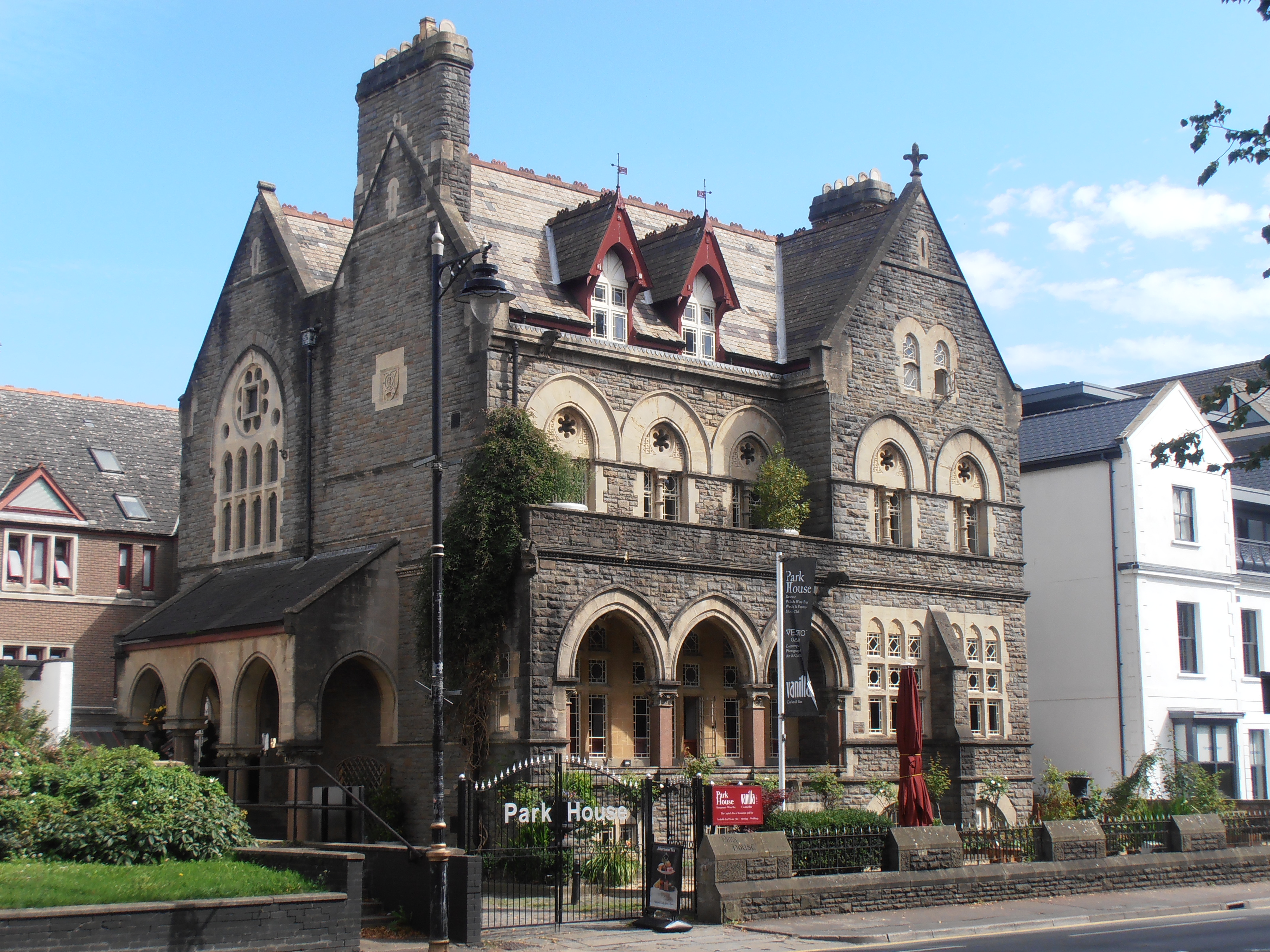
カーディフのパークプレースにあるパーク・ハウス

カーディフのパーク・ハウスは、ビュート卿の技師ジェイムズ・マコノチーのために、1871年から1875年にバージェスが建設した。急傾斜の屋根と大胆に陰影が施された壁は、カーディフの家庭用建築を革新させ、市内やその外にも大いに影響を与えた。この建物の影響はカーディフの郊外地でも多く見られ、パーク・ハウスとその外観の模倣と判断できる。カドーは、「おそらくウェールズの19世紀で最も重要な家屋」と表現した。第1級登録建築物としてのそのステータスを反映している。
この家の様式は初期フランス・ゴシックであり、前面に三角形と四角形が組み合わされているが、バージェスが自分の家（タワー・ハウス）やカステル・コックにも適していると考えた円錐形の塔は無い。バージェスはパーク・ハウスに様々な建材石を用いた。壁にはペナント砂岩、窓回り、玄関ポーチ、柱礎にはバス石、柱にはアバディーンシャーから運んだピンクのピーターヘッド花崗岩が使われた。正面外装は4つの切り妻屋根があり、その最後のものの窓は、ニューマンが「内装の主要な特異性。中に入るとすぐに階段の下側に入り、他の部分に行くにはグルッと回らなければならない」と表現したものを隠している。この配置はタワー・ハウスでは繰り返されず、円錐タワーを付加したほぼ反対の複製になった。内装は高品質であり、重量感のあるマホガニーの階段や大理石の暖炉がある。応接室と食堂は梁のある天井である。全体は保証された堅固さで造られており、クルックは、カーディフ・ドックからビュート侯爵の労働者を使ったと記している。

### クライスト・ザ・コンソーラー教会、セントメアリーとセントポールの大聖堂

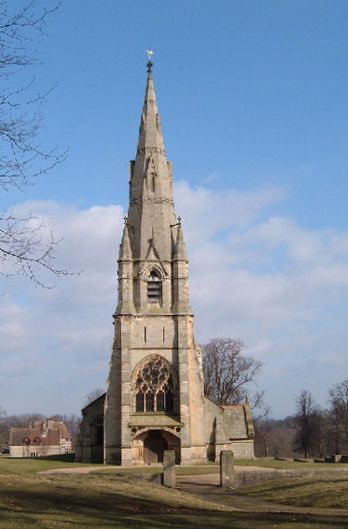
スタッドリーロイヤルのセントメアリー教会

バージェスの2つの素晴らしいゴシック教会はどちらも1870年代に引き受けた、スケルトン・オン・ウーアのクライスト・ザ・コンソーラー教会と、スタッドリーロイヤルのセントメアリー教会だった。そのパトロンは初代リポン侯爵ジョージ・ロビンソンだが、ビュート侯爵ほど裕福ではなく、ロマンティックな中世嗜好では同じくらいであり、またオックスフォードではビュートの友人だった。それが建築家にバージェスを選んだ要因になった可能性がある。どちらの教会も、リポンの義兄弟であるフレデリック・グランサム・バイナーの記念に建設された、バイナーは1870年にギリシャの盗賊に殺されていた。バイナーの母がクライスト・ザ・コンソーラー教会を発注し、その姉妹がセントメアリー教会を発注した。どちらも1870年に建設が始まり、スケルトン・オン・ウーアの方は1876年に、スタッドリーロイヤルの場合は1878年に献堂された。
クライスト・ザ・コンソーラー教会はノース・ヨークシャーのニュビーホール敷地にあり、初期イギリス様式で建設されている。外装は灰色のカトレイグ石で造られ、モールディングにはモーカー石が使われている。内装は白の石灰岩が貼られ、大理石と豊に調和している。工事はバージェスの通常のチームが担当し、グァルバート・ソンダーズがロンズデールの作図からステンドグラスを、ニコルズが彫刻を担当した。リーチとペヴズナーはステンドグラスの計画を「異常なくらい優れて」いると表現した。バージェスの好む初期フランス様式からイングランドのものに転換した建築的な動きを表すものとして特に興味深い。ペヴズナーは「確固たる創造性の中で、その印象は大きな豪華さのものであり、幾らか大きな力量のようにすら見える」と考えている。
スタッドリーロイヤルのセントメアリー教会も初期イギリス様式で建設されており、ノースヨークシャー、ファウンテンズ修道院スタッドリー王立公園の敷地にある。クライスト・ザ・コンソーラー教会と同様、外装は灰色の石灰岩であり、2階建ての西塔の上は空にそびえる尖塔がある。内装は同じくらい壮観であり、豊かさと威厳ではスケルトンを凌いでいる。リーチは「全てが視覚的効果を与えるよう正確に計算されている」とコメントしている。そのテーマは以前にゲイハーストでも使った『失楽園』と『復楽園』だった。ソンダーズによるステンドグラスは特に質が高い。ペヴズナーは、この教会を「初期イングランド栄光の夢」と表現し、クルックは「コークの大聖堂がバージェスの偉大なゴシック作品であるが、スタッドリーロイヤルのセントメアリー教会はその教会建築の傑作である」と記している。
1870年、クリストファー・レン卿の死後未完成になっていたセント・ポールの大聖堂内装について図像による計画を書くよう求められた。1872年、建築家に指名され、その後の5年間で、クルックが「初期ルネサンス装飾の本格的な計画」と表現したものを生みだした。その内装はローマのサン・ピエトロ大聖堂の物を映すつもりだった。しかしクルックが書いているように、バージェスの計画は「大半の古典学者にとってはあまりに独創的でありすぎ、その芸術と宗教に結びつけられた議論で1877年のバージェス解任に繋がり、その計画は実現されなかった。

### コネチカット州ハートフォードのトリニティ・カレッジ

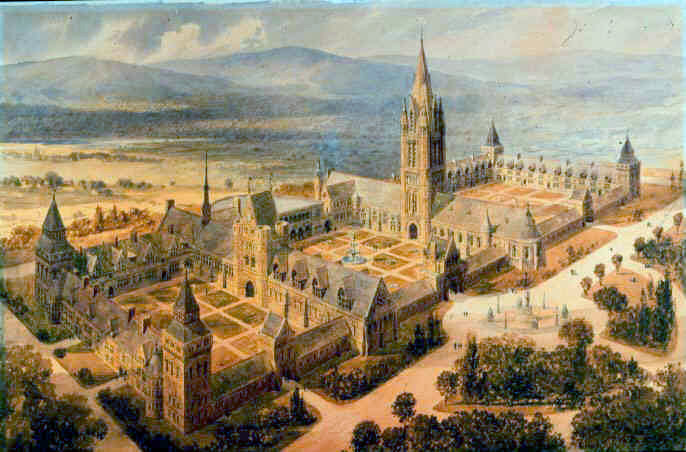
ハートフォードのトリニティ・カレッジ: バージェスが改訂した中庭3つのマスタープラン

1872年、アメリカ合衆国コネチカット州ハートフォード、トリニティ・カレッジ学長のアブナー・ジャクソンがイギリスを訪れ、計画されている新キャンパスのためにモデルと建築家を探した。バージェスが選ばれて、初期フランス様式で中庭4つのマスタープランを描き上げた。豪華なイラストはアクセル・ヘイグが制作した。しかし、見積もり予算は100万ドル以下であり、絶大なスケールの計画とも相俟って、カレッジの理事会には大いに警告となった。計画の6分の1であるロングウォークのみが実現され、現地のフランシス・H・キンボールが現場監督と建築家となり、フレデリック・ロー・オルムステッドが敷地をレイアウトした。クルックはこの結果について、「不満だが、...（重要であり）...19世紀後半のアメリカ建築発展において重要な位置にある」と考えている。その他の批評家は、バージェスのデザインをより積極的に評価しており、アメリカの建築史家ヘンリー＝ラッセル・ヒッチコックはトリニティが「おそらく（バージェスの）作品の中でも最も満足のいくものであり、ビクトリア期ゴシック大学建築では最良の例」と考えた。チャールズ・ハンドリー＝リードはこのカレッジが「バターフィールドのキーブル・カレッジやセドンのアベリーストワイス大学よりもある意味で優れている」と述べた。

### タワー・ハウス

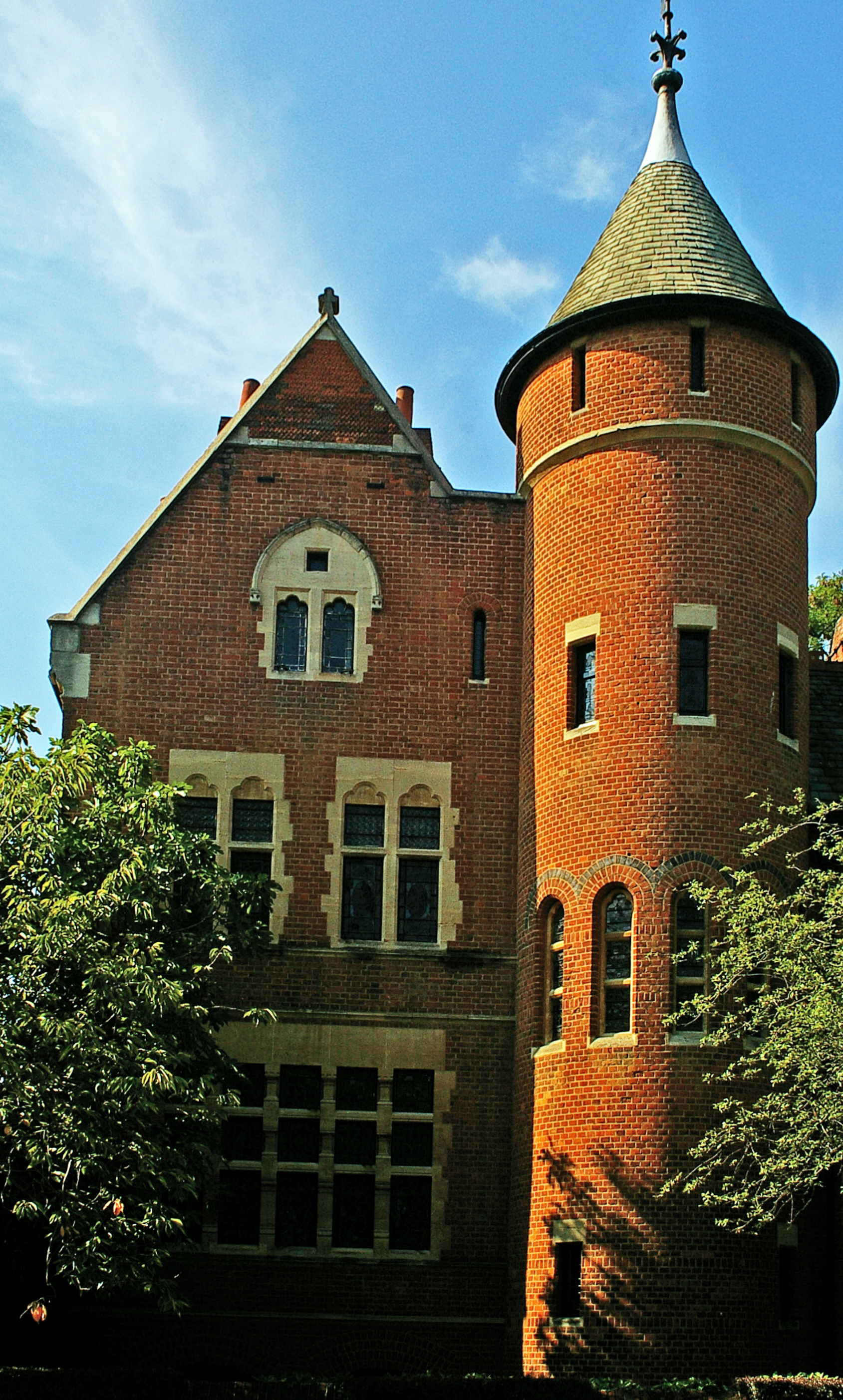
タワー・ハウス: バージェスの芸術の宮殿

バージェスは既に始まっていたプロジェクトを完成させるための仕事を続けていたが、その後大きな注文を受けていなかった。1875年からその生涯の最後の6年間では、ケンジントン、メルベリー道路の自宅であるタワー・ハウスの建設、装飾、家具の取付がその大半を占めることになった。この家は実質的に13世紀フランスのタウンハウスのスタイルで設計した。赤煉瓦造り、L型の平面配置であり、外装は質素である。大きなものではなく、建築床面積は50フィート (15 m) 四方に過ぎない。しかし、バージェスがその建築計画のために採ったアプローチは大規模なものだった。掘削深さは造られる部屋の4倍ないし5倍の大きさのものを支えられるものであり、建築家リチャード・ノーマン・ショウに拠れば、コンクリート基礎は「要塞にも」適したものと記していた。このアプローチは、バージェスの建築的技術と、外観装飾の少なさと組み合わされ、クルックが「単純で重厚感」と表現したものを創り出した。バージェスがいつもそうしたように、以前にデザインした要素が多く採用され、マコノチーのハウスからは通りに面した玄関、カステル・コックからは円筒の塔と円錐の屋根、カーディフ城からはその内装が使われた。
内装は二階分の高さの玄関ホールを中心とし、マコノチーの家で建物の中央に大きな中央階段を置いたときに犯した誤りを避けた。タワー・ハウスでは、階段が円錐屋根の塔に封じ込められた。1階には応接室、食堂と書斎があり、2階にはスイートの寝室と学習室があった。外装の装飾を避けたので、内装には金を遣った。各部屋は複雑な象徴的装飾計画があり、玄関ホールのそれは「時間」、応接室は「愛」、バージェスの寝室は「海」だった。大きな暖炉は炉棚の上に念入りな彫刻が施され、書斎には城、自身の寝室には人魚と深海の海獣が加えられた。
この家に中世風内装をデザインするとき、バージェスは宝石職人、金属加工職人、およびデザイナーとしての技能も動員し、十二宮の長椅子、犬の飾り戸棚、大きな書棚など彼の制作家具の中でも最良のものを生みだした。書棚については、チャールズ・ハンドリー＝リードが「ビクトリア期塗装家具の歴史で特徴ある地位を占めている」と言及している。器具類も家具と同じくらい念入りであり、客用洗面台の1つに付いた金具は真鍮製雄牛の喉から水が出て、銀の魚を埋め込んだ洗面器に注ぐようになっている。バージェスの金属加工品の中でも最良のものも使われている。画家のヘンリー・ステイシー・マークスは「彼は大聖堂と同様に杯もデザインできた...そのデカンター、カップ、水差し、フォークとスプーンは、彼が城をデザインしたのと同じ能力でデザインしたものである。」と記した。
タワー・ハウスが完成したとき、世間はアッと言わされた。雑誌「ザ・ビルダー」が1893年に出版した過去50年間の建築研究では、唯一の私宅として掲載されていた。クルックはこの家を「（バージェスの）経歴の統合と、その業績への輝かしい賛辞」と考えている。タワー・ハウスは長年ジミー・ペイジが所有する個人宅のままであり、その構造的装飾の大半を保持しているが、バージェスが自宅のためにデザインした家具や中身は散逸している。

## 金属加工と宝石

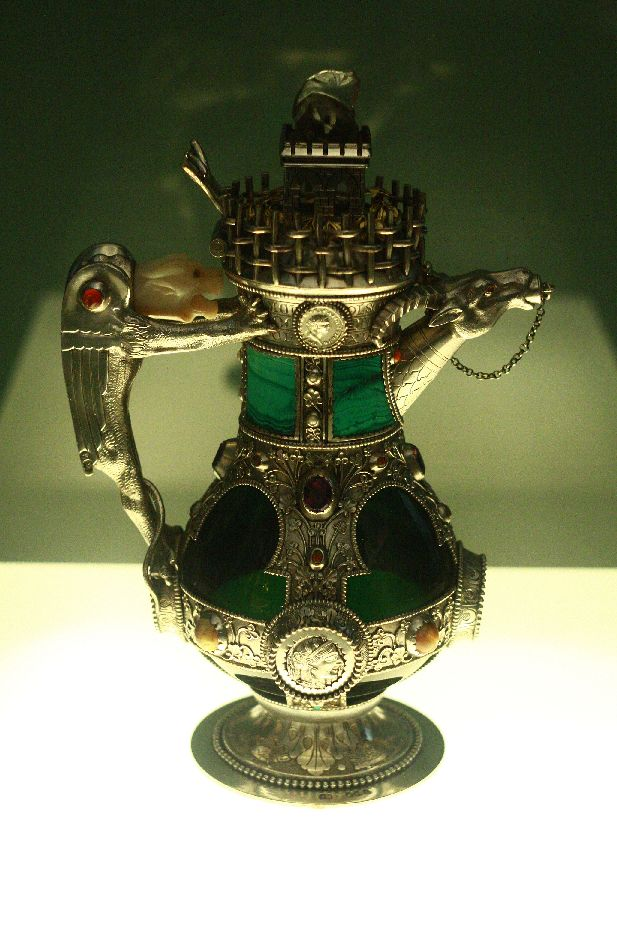
バージェスがデザインした緑のガラスと銀のデカンター、1865年受注、ビクトリア・アンド・アルバート博物館蔵

バージェスはゴシックにヒントを得た金属加工品と宝石の著名なデザイナーであり、「ゴシック復古調におけるピュージンの後継者」と呼ばれていた。もちろん建築家が第一だったが、エドモンド・ゴスはその建造物を「建築と言うよりも宝石」と表現しており、クルックは「バージェスのデザイナーとしての才能は、宝石や金属加工の完成度にあらわされていると述べている。バージェスは個人的な注文あるいは美的統一感を完成させた建物のための装飾計画の一部として、宗教的な加工品（燭台、聖杯、佩用十字架）で加工を始めた。その例として、ブライトンのセントミカエル教会の聖杯、セント・フィン・バーレの大聖堂の上に立つ天使像（大聖堂への個人的な贈り物だった）、ダニーデンの司教杖があった。この杖は象牙に彫刻が施され、聖ジョージが龍を殺す様を描いており、ダニーデンの初代司教のために作られた。1875年、バージェスはフランスの雑誌に13世紀に作られた物としてそのデザインを掲載し、そのトリックとジョークにおける喜びの例としている。パトロンからの注文も受けており、スニードのデザートサービスやビュートのクラレット・ジャグを作った。1872年4月3日、バージェスはゴシック様式のブローチをビュート侯爵と新妻の結婚のために制作した。1873年9月、侯爵夫人のために別のブローチを、ゴシックのGの形で金の紋章盾をエナメル加工し、宝石と真珠をちりばめた。これに続いてネックレスとイヤリングを制作し、「カステッラーニの考古学的なスタイルにおけるデザインを」試みた。バージェスがビュート夫人のために夫へのプレゼントとして制作した別の作品例は、銀の薬味セットであり、塩と胡椒の小さな樽を抱える2つの中世風従僕の形を採っていた。これは「あらゆる物を与えられる者に与える物は何か」という問いに対する答えだった。
しかし、その最も著名な作品の幾つかは、自分のために創ったものであり、建築コンペに勝利した時の利益で作られることが多かった。その例として象のインクスタンドがあり、クルックは「その創造者の特別の天才性を示す縮図そのもの」と考えている。また一対の宝石付きデカンターは、クリミア記念教会の計画に対して料金とともに支払われたものであり、バージェスの一連の講義「産業に応用された芸術」に対するものだった。猫のカップは裁判所コンペを記念してバーケンティンによって創作されたものであり、それについてクルックは「その技術的名人芸は芸術と工芸の相にとって標準となる。しかし、全体的概念、材料の範囲、創造力、発明性、デザインの完全な嗜好は特に得意満面のバージェスである」と記している。バージェスは、とかくほのめかしや語呂合わせを愛することに耽溺したより実利的な物もデザインしており、人魚、蜘蛛など生物をあしらった銀器や、タワー・ハウス用のナイフとフォークのセットがある。このセットの持ち手はニコルズが彫刻を施し、「肉と野菜、子牛の肉、鹿の肉、玉ねぎ、豆など」の象徴を描いている。バージェスは博識な批評家でもあり、同時代の者から「ヨーロッパの甲冑について最良の判断者の1人」と呼ばれている。甲冑の大きなコレクションはその死の時に大英博物館に遺贈された。
バージェスの最も重要な作品の行方は不明となっているが、時として発見されることがある。友人のジョン・ポラード・セドンの結婚プレゼントとしてデザインしたブローチがBBCのテレビ番組「アンティーク・ロードショー」で同定され、その後の2011年8月のオークションで31,000ポンドで売却された。

## ステンドグラス
バージェスはビクトリア高潮期のステンドグラスのルネサンスでは重要な役割を果たした。適当な色と豊かさのガラスを用意することが、その装飾テーマの多くで中心となり、これを達成するために最良の絵描きや製造者と働くことに努力を費やした。またガラス制作の歴史を研究し、2回目の「産業に応用された芸術」の講義では、「古物収集家の研究を利用することは、使われなくなった芸術を回復させ、我々の行う改良のためにそれらから得られる全てのものを獲得することである」と書いている。カーディフ城のステンドグラス絵の展示会に出したカタログでは、サージェントが「ガラス製造の歴史と技術に関する彼の深い知識に」賛辞を送っている。ローレンスはバージェスの「苦心した研究、中世装飾の原理を再確立したこと、およびこれをその大胆でオリジナルな声明にするために使った」ことでバージェスをパイオニアと考えている。
その結果は傑出しており、ローレンスは、バージェスが「他のガラス製造者が太刀打ちできない活力、集中力と壮麗さで」デザインしたと記した。バージェスが共に働いた製造者は技能者、特にグァルバート・ソンダーズにその功績を負うていることを認め、その「技術がバージェスのガラスに最もはっきりした特性、すなわち肌色を与えた。これはユニークであり、先覚者がおらず、模倣者も居なかった」と認めている。セント・フィン・バーレの大聖堂の場合と同様、バージェスはその重要な教会の全て、他の者が請け負った中世教会の再建、その非宗教的な建物のためにステンドクラスをデザインした。ウォルサム修道院の場合はエドワード・バーン＝ジョーンズと共に重要な仕事を引き受けたが、そこの作品の多くはザ・ブリッツ（ロンドン大空襲）で破壊された。クルックは「ウォルサムでは、バージェスが写しを取らなかった。彼は同等のものとして中世に出会っている」と記している。

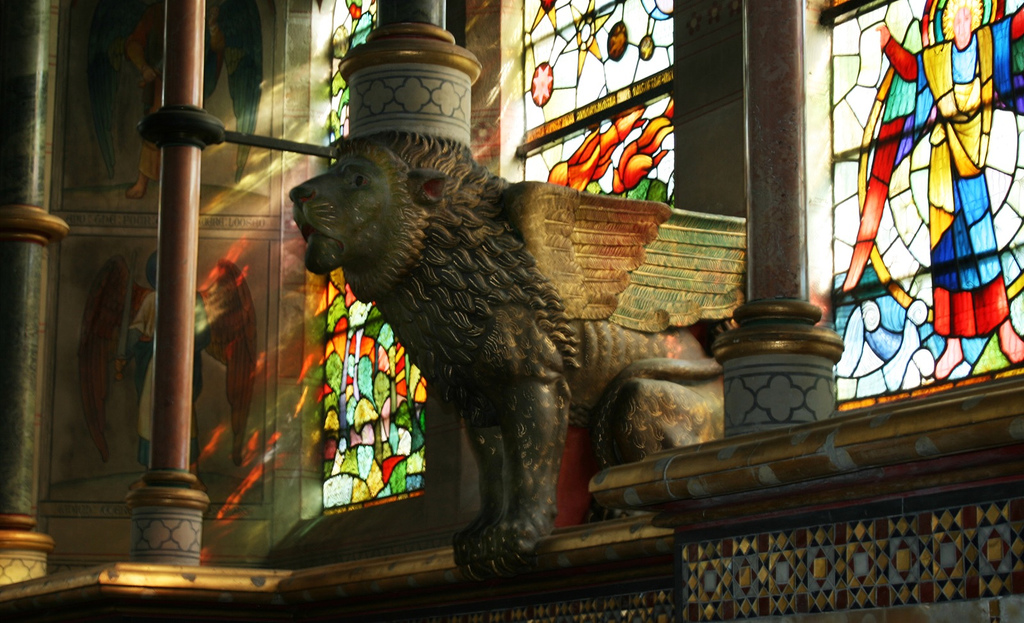
スタッドリーロイヤルのセントメアリー教会のステンドグラスと羽のあるライオン

バージェスによる窓が発見され続けている。2009年バス修道院の円天井で見つかったステンドグラスは、バージェスのデザインであることが確認された。この窓はマレット・アンド・カンパニーが発注したものであり、2010年初期に「アンティーク・ロードショー」で放映された。現在はバス・アクア・ガラスの劇場で展示されている。2011年3月、バージェスがデザインした2つのガラスパネルがカドーによって125,000ポンドで購入された。このパネルはカステル・コックの礼拝堂のために、バージェスがデザインした20枚セットの一部であったが、未完成の礼拝堂が解体されたときに除去されていた。パネルの10枚はカーディフ城で展示され、8枚はカステル・コックのウェル・タワー屋根裏部屋で、礼拝堂のモデルに使われていた。カドーが購入した2枚は2010年にソールズベリーでオークションに掛けられ売却できなかったときまで、失われたと見なされていた。カドーの古代記念碑検査官は、その購入後に、「このパネルはウェールズとブリテンの様々な聖人と聖書の重要な人物を表し、最高品質のビクトリア期ステンドグラスである。ウィリアム・バージェスの作品は世界中の大きな関心を惹きつけ、その値段は人類の芸術の天才とこれらガラスパネルの稀な品質を反映している」と語っている。
研究が進んで、以前は他の者に帰していた作品がバージェスのものとされたものもある。ペヴズナーは1958年のノースサマセットとブリストルに関する著書で、ウィンスコムにあるセントジェイムズ教会のステンドグラスの「美的品質」を称賛しているが、それを「ウィリアム・モリスの存在するガラスで全く記録されていなかった最良の例の1つ」と叙述している。これは誤りであり、実はバージェスのガラスである。

## 家具

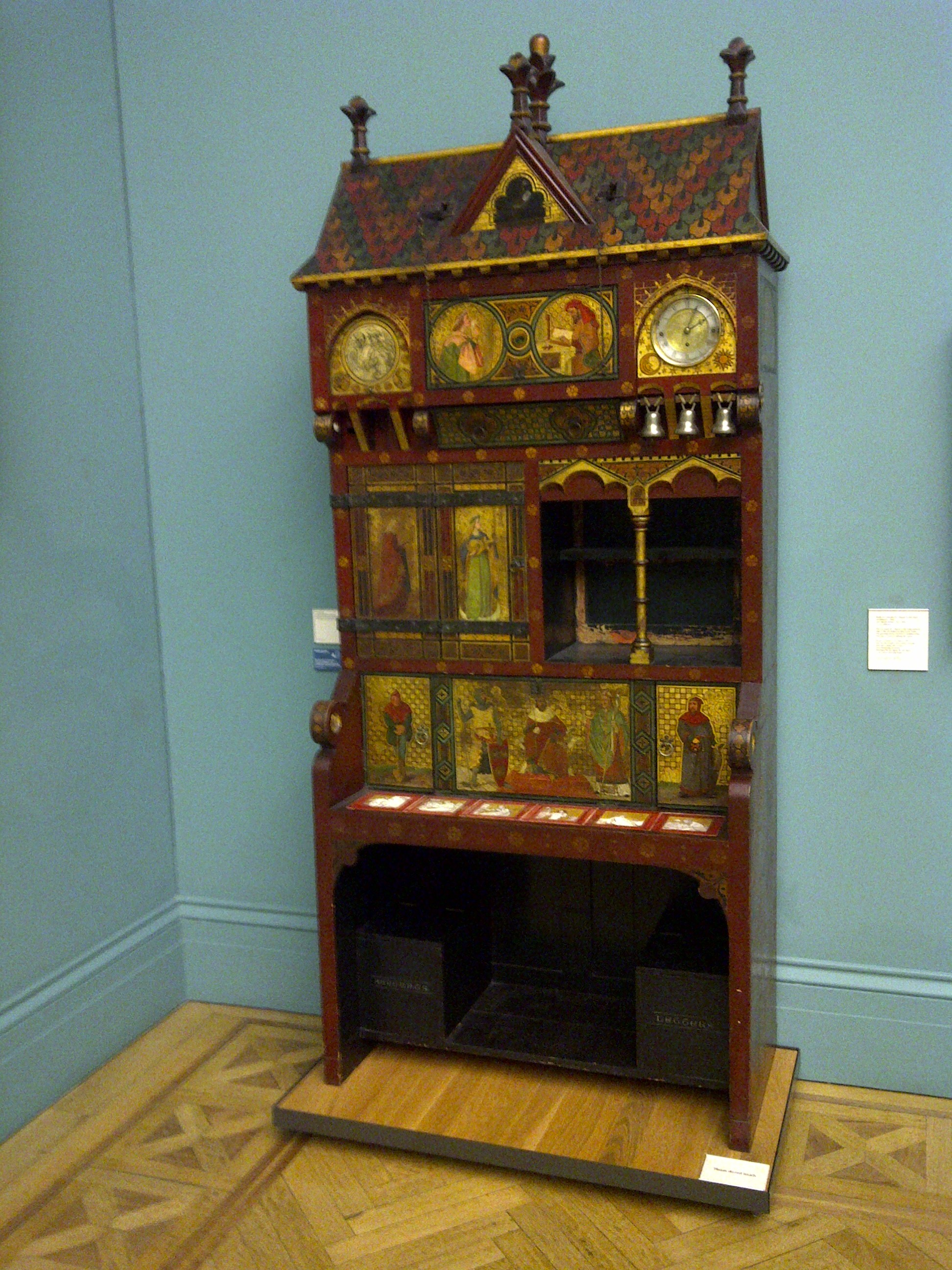
バージェスのデザイン、グァルバート・ソンダーズ制作の書き物机、1867年制作、マンチェスター市立美術館蔵

バージェスの家具は建築物に次いでビクトリア期ゴシック復古に大きな貢献を果たしたものである。クルックは「他の誰にもましてビクトリア高潮期ゴシックに似合う家具を、詳細まで目を通し、色合いに情熱を注いだのがバージェスである」と書いている。クルックは、膨大で、念入りで、高度に彩色して、「他のデザイナーがアプローチしなかった方法で芸術的中世家具を」製作したと見なしている。この分野におけるバージェス作品の詳細研究では最初のものが、1963年11月にチャールズ・ハンドリー＝リードが「バーリントン・マガジン」に書いた『ウィリアム・バージェスの彩色家具に関する注解』だった。20世紀におきたビクトリア期嗜好に対する反動でその建築物と同様嫌われていたバージェスの家具が、20世紀の後半には再度流行となり、現在は高値を呼んでいる。
バージェスの家具はその歴史的なスタイル、その神話的図像、その闊達な塗装、さらにはむしろ稚拙な作りによって特徴づけられる。巨大な書棚は1878年に崩壊し、全体の修復が必要になった。その家具の彩色はその目的においてバージェスの見解の中心だった。「産業に応用された芸術」の一部として家具に関する講義で理想的中世の部屋を叙述するとき、その金具は「塗装で覆われ、家具としての機能を果たすだけでなく、物語を語り聞かせる」ものであると記している。そのデザインは共同である場合が多く、バージェスのサークルにいるアーティストと、その大半を構成する塗装パネルを完成させた。貢献者はしばしば著名であり、ボストの鏡付サイドボードの販売カタログでは、パネルの幾つかがダンテ・ゲイブリエル・ロセッティやエドワード・バーン＝ジョーンズによって制作されたことを暗示している。
巨大な書棚や十二宮の長椅子など、バージェスの初期家具の多くはバッキンガム通りの彼の事務所のためにデザインされ、その後タワー・ハウスに移された。巨大な書棚は、ロンドン万国博覧会の中世コートに出展したものの一部でもあった。その他、ヤットマンの飾り戸棚のようなものは注文に応じて創作した。その後、クロッカーの化粧台や黄金のベッドとそれに伴うビタ・ノバの洗面台などの作品は、タワー・ハウスのスイートルームのために特別に制作された。水仙の洗面台はバッキンガム通りのためのオリジナル制作であり、その後タワー・ハウスのバージェスの赤の寝室に移された。後の桂冠詩人であり、ビクトリア期ゴシック復古調の芸術と建築の指導的存在だったジョン・ベトシェマンは、家具の幾らかを含むタワー・ハウスの残っていた賃貸物件を、1961年にE・R・B・グラハムから残された。ベトシェマンは洗面台を小説家のイーヴリン・ウォーに贈り、ウォーはその1957年の小説『ピンフォールドの試練』の重要テーマに据えた。小説ではピンフォールドがこの洗面台に悩まされることになる。
バージェスの彩色家具の例はヴィクトリア&アルバート博物館、デトロイト美術館、ウェールズ国立博物館、マンチェスター市立美術館など大きな美術館で見られる。ベッドフォードのヒギンズ美術館・博物館には、チャールズとラビニア・ハンドリー＝リードの資産から大量に購入したものに始まり、水仙の洗面台、バージェスのベッド、クロッカーの化粧台など特に優れた収集品がある。ベッドフォードの美術館が最近手に入れたものには、ヘンリー・ステイシー・マークスが彩色した十二宮の長椅子（1869年-1870年制作）がある。この美術館は長椅子に85万ポンドを払っており、その資金調達元は国立歴史遺産記念基金からの助成金48万ポンド、セシル・ヒギンズ美術館理事会から19万ポンド、美術基金から18万ポンドだった。これはイギリス政府が作品に輸出禁止を課した後のことだった。

## 私生活

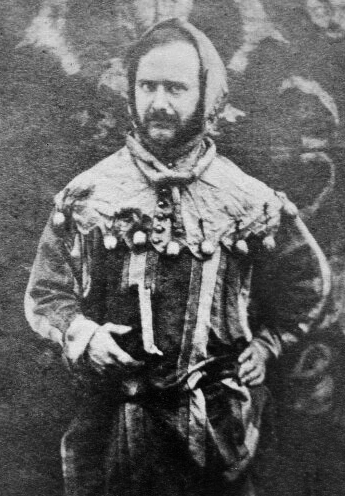
道化に扮したバージェス、1860年頃

バージェスは結婚しておらず、同時代人からは変わり者で、気まぐれで、好き勝手で、大胆と見られていた。外観に魅力が無く、その最大のパトロンの妻からは「醜いバージェス」と言われていた。短身で肥えており、大変な近視だったので、クジャクを人と間違えたこともあった。バージェスはその外観について気にしていたようであり、写真はほとんど残っていない。よく知られた肖像は、1858年にエドワード・ジョン・ポインターがヤットマン飾り戸棚のパネルに描いたもの、1860年代の撮影者不明の写真でバージェスが道化の扮装をしたもの、1871年に「ザ・グラフィック」に載ったセオドア・ブレイク・ワーグマンによるスケッチ、1875年のエドワード・ウィラム・ゴッドウィンによる鉛筆が、1881年のヘンリー・ヴァン・デア・ウェイドによる写真3枚、およびエドワード・バーン＝ジョーンズによる死後の漫画である。
肉体的に欠点があったとしても、その個性、会話とユーモアのセンスは魅力的であり、影響力があった。クルックは「彼の交友範囲はラファエル前派のロンドンの全範囲をカバーしていた」と語っている。バージェスの子供の様な性格は、ダンテ・ゲイブリエル・ロセッティが左のような滑稽五行詩に描いている。
子供のときから変わっていない

言われなければ

老けていることが分からない

ロバート・カーが1879年に著した小説『特命大使』には、建築家のジョージアス・オールドハウゼンが登場するが、クルックはそれがバージェスをモデルにしていると考えており、「年齢はそれほど若くないが、外観は奇妙なくらい若く、ジョージアスが決して年を取らないこと...その強いポイントは常識を蔑視していること...職業は美術...非常識のことである」と語っている。
バージェスは社交好きだった。1860年にイギリス建築士協会会員に選ばれ、1862年にはその委員に指名され、1863年には海外建築図書協会会員に選出された。海外建築図書協会はイギリス建築士協会のエリートであり、15人に人数制限があった。1874年には学術振興クラブの会員となり、芸術クラブ、中世協会、ホガース・クラブの会員であり、その死の年にはロイヤル・アカデミー・オブ・アーツの会員に選ばれた。その友人の多くと同様、バージェスは芸術家ライフル銃部隊にも参加していた。
バージェスは狂信的な収集家であり、特に絵画と金属加工品を集めた。またフリーメイソンでもあった。その他に執心したものとして、ネズミ取りとアヘンがあった。その生命と建築作品に与えた薬品の影響は議論の対象になっている。クルックはアヘンを最初に味わったのは1850年代に旅したコンスタンチノープルであると推測しており、「スコットランド建築家の辞書」は、バージェスの早世は「少なくともタバコとアヘンを吸引した独身者の生活様式が一部の原因として」もたらされたものであると確信を持って述べている。建築関連の著作家サイモン・ジェンキンスは、ジョン・ヒースコート＝アモリー卿がバージェスを建築家に選んだ理由について、「中世の衣装に身を包んだアヘン中毒の独身者ゴシック讃美者」と推測している。バージェス自身の日記の1865年分には、「あまりに多いアヘン、ヘイワードの結婚式に行かなかった」と記されており、クルックは「（アヘンが）その芸術家的扮装における夢想家の要素を補強したという結論に抵抗するのは難しい」と断定している。

## 死

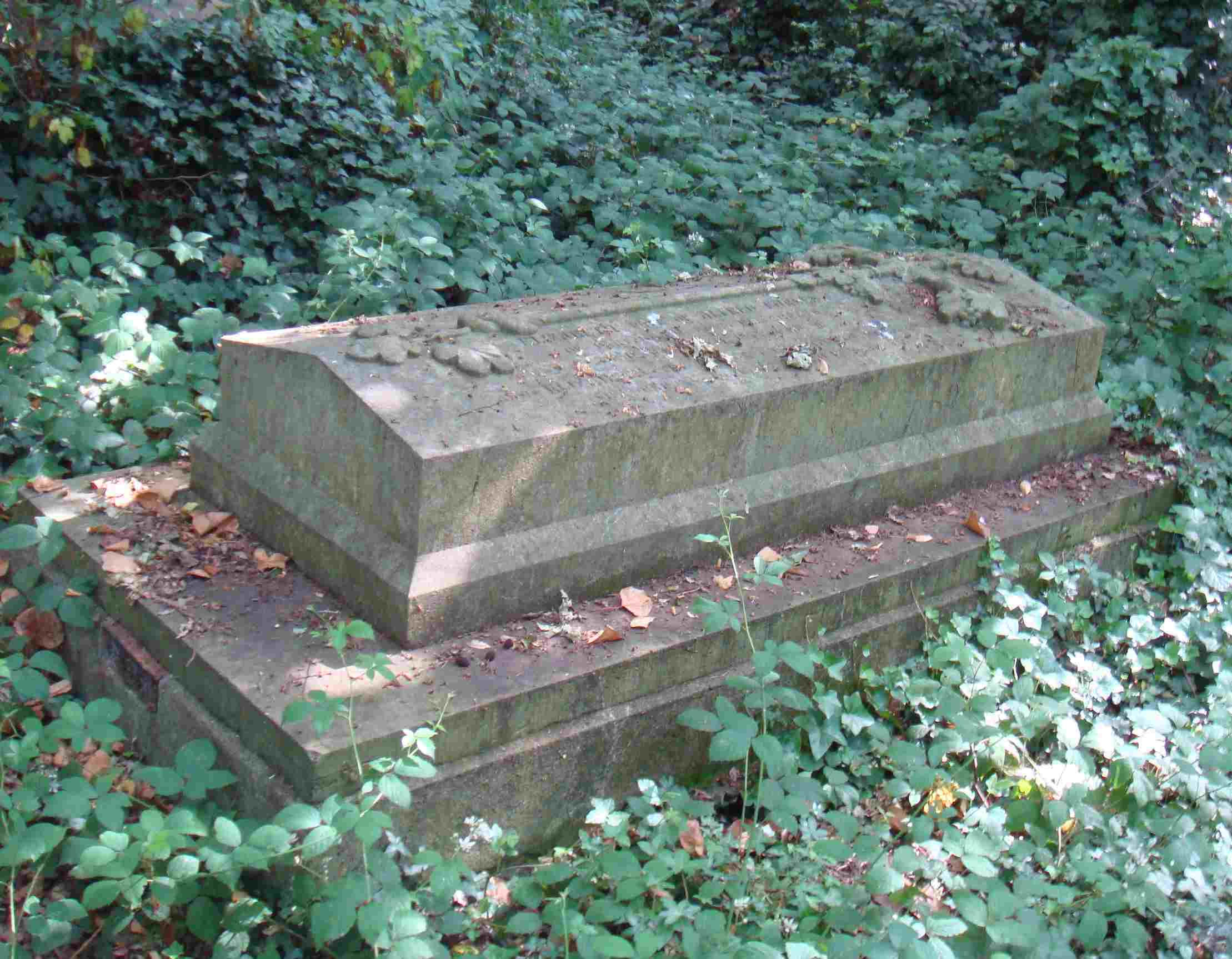
ロンドンのウェストノーウッド墓地にあるバージェスのサルコファガス（棺、地下に埋められないもの）

バージェスは53歳の1881年4月20日にタワー・ハウスで死んだ。カーディフの工事に向かっているときに、悪寒を感じてロンドンに戻り、半身不随となり、3週間ほどで死んだ。最後に見舞った者達の中には、オスカー・ワイルドやジェームズ・マクニール・ホイッスラーがいた。ロンドンのウェストノーウッド墓地に、その母のためにデザインした墓に埋葬された。その死の時に、バージェスのオフィスマネジャーで20年間以上親交のあったジョン・スターリング・チャップルが、「一定の関係...この職業の最も明るい飾りの一つを持ったものが別離を最も厳しくしている。神のお蔭で彼の作品は生き続け...将来の学生たちの賞賛となる。私の一人残された立場をまだ理解できていない。彼は私にとってほとんど世界そのものだった。」と記した。偉大なパトロンの妻ビュート夫人は、「親愛なるバージェス、醜いバージェス、あのように愛すべきものをデザインした者、いとしい人」と記していた。
セント・フィン・バーレの大聖堂には、バージェスの母と姉妹の記念碑と共に、バージェスが自分でデザインし、その父が建てた記念銘板がある。これには、神の言葉を保持する4人の使徒を支配する天の王が示されている。「この大聖堂の建築家」という碑銘の下には、単純な盾と小さくすり切れた銘板がモザイクに囲まれてあり、バージェスの絡み合ったイニシャルと名前が書かれている。彼が建てた大聖堂に埋められたいというバージェスの願いは、法的な煩雑さによって妨げられた。1877年1月にバージェスがコーク司教に宛てた手紙にあるセント・フィン・バーレの大聖堂に関する彼自身の言葉は、その経歴を要約し、「今後50年間、全事情はその試しとなり、時間と費用の要素は忘れられ、結果のみが見られる。大きな疑問は、まず、この作品が美しいこと、第2にそれが信託された者にそのあらゆる心とあやゆる能力でなされたことである。」と書かれていた。

## 遺産と影響

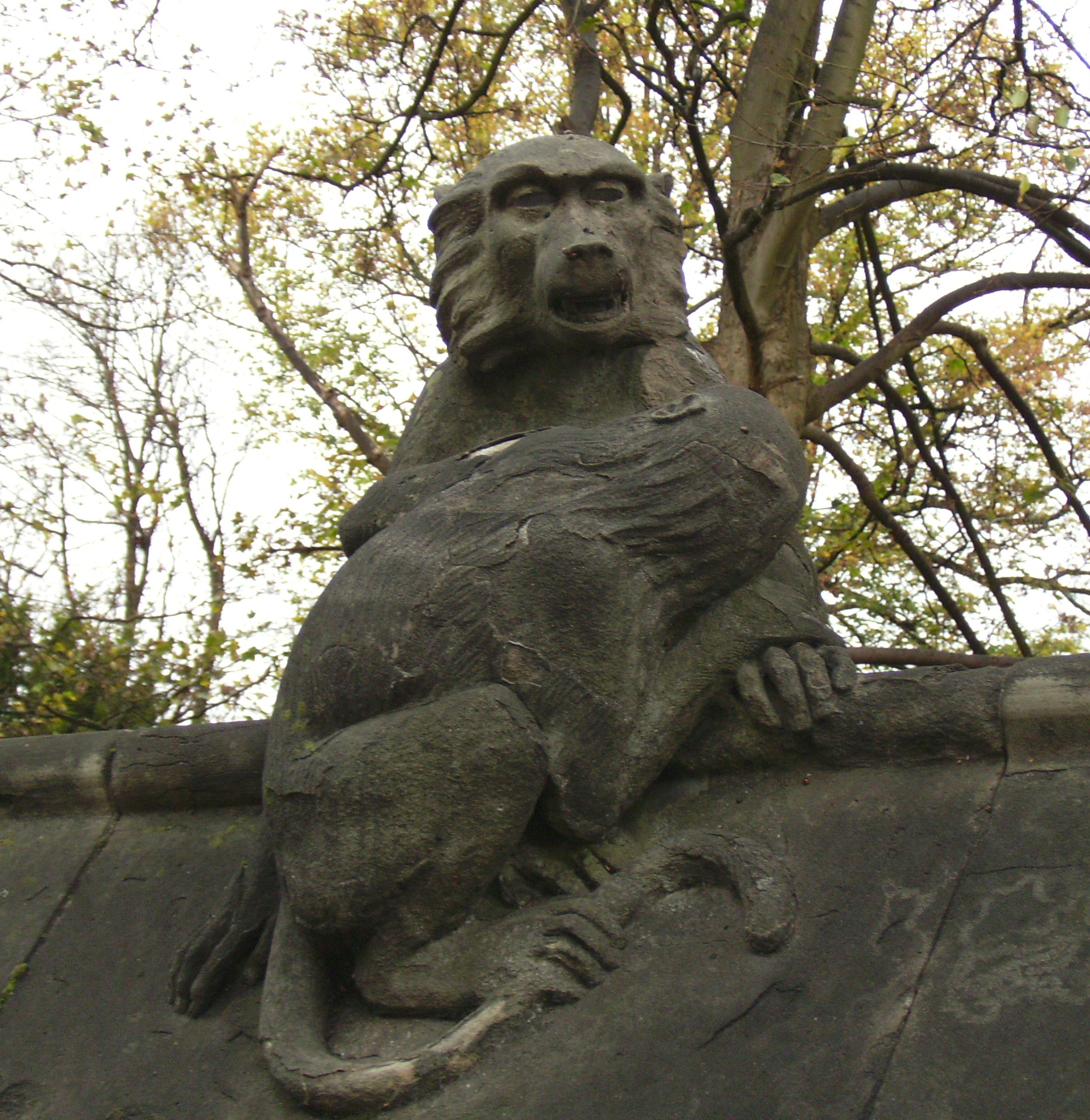
カーディフ城の動物の壁、- サルたち: バージェスのデザインにより1891年にトマス・ニコルズが制作した9体の彫刻の1つ

1881年にバージェスが死んだとき、その同時代の建築家エドワード・ウィリアム・ゴッドウィンは「今世紀の誰も、あるいは私が知っている他の者も、スフィンクスの創造者とシャルトルの設計者と彼が共通に分かち合ったものに比較できる手段で、自然の王国にかかる美のルールを所有したものは居ない。」と語った。しかし彼があれほど推進したゴシック復古調は衰退した。20年後には、彼の様式が救いようもなく時代遅れと見なされ、その作品の所有者は彼の努力の跡全てを消し去ろうとした。1890年代から20世紀後半まで、ビクトリア期芸術は常に攻撃に曝され、「19世紀建築の悲劇」を書いた批評家は、当時の建物を「妥協しない醜さ」と揶揄し、その建築家を「美に対する加虐的憎しみ」と攻撃した。バージェスについては何も書かれなかった。その建築は軽視されるか改変され、宝石とステンドグラスは失われるか無視され、家具は捨てられた。

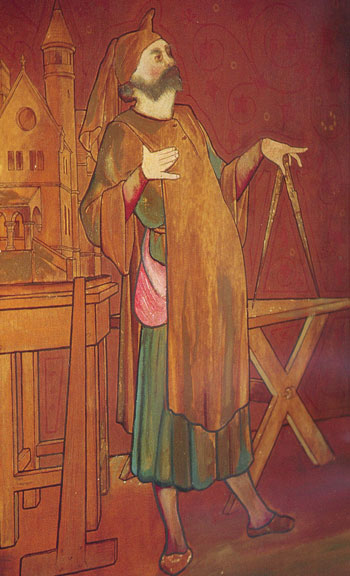
建築家としてのバージェス、エドワード・ジョン・ポインター画

建築史家ミーガン・アルドリッチは、「彼は学派を作らなかった...その事業のサークル以外では支持者が少なかった...デザイナーの次の世代を訓練しなかった」と記している。より多作の同時代人と比較すると、比較的少ない作品を完成させ、多くの建築コンペには落選していた。バージェスの協力者で画家のナサニエル・ウェストレイクは「コンペでは『滅多に』最良の者が勝者にならない。バージェスが勝った、あるいは勝つべきだった回数の少なさを見て、彼は唯一のものを実行したと考える」と嘆いた。
バージェスの死後の時代に唯一その擁護者となったのは義兄弟のリチャード・ポップルウェル・プーランだった。主にイラストレーター、また学者と考古学者として、プーランはマンチェスターのアルフレッド・ウォーターハウスと共に訓練を積み、1850年代にバージェスの事務所に加わった。1859年、バージェスの姉妹と結婚した。1881年にバージェスが死んだ後、プーランはタワー・ハウスに住み、1883年出版の『ウィリアム・バージェスの建築デザイン』、1886年出版の『ウィリアム・バージェスの家屋』などバージェスのデザイン集を出版した。
20世紀後半から現在に至るまで、ビクトリア期美術、建築およびデザインの研究でルネサンスが起こり、クルックは、その世界の中心にあるバージェスの地位が「幅広い学者、勇敢な旅人、きらめく講師、輝かしく装飾的なデザイナーと天才の建築家として」、再度評価されていると主張している。クルックはさらに、わずか20年かそこらの経歴でバージェスは「その時代の最も輝かしい建築デザイナーであり」、建築を越えて金属加工、宝石、家具、ステンドグラスの功績が、「ゴシック復古調の最大の美的建築家として」ピュージンの唯一の「ライバル」に置いたと記している。
日本との関係では、ジョサイア・コンドルが工部大学校建築学教授に雇われる前にバージェスの助手を務めたことがあり、その縁で工部大学校最初の卒業生の一人である辰野金吾がバージェスのもとで研修を行った。

## 建築学界の動き

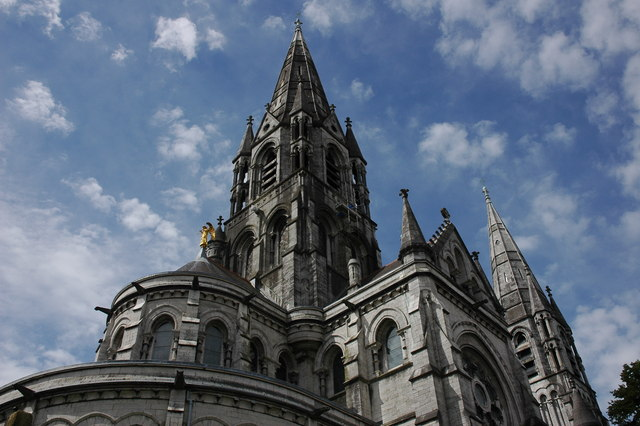
セント・フィン・バーレの大聖堂、バージェスが受けた最初の大きな注文、埋葬を望んだ所でもある

バージェスの限られた作品と、その死後の1世紀の大半でその作品に対する一般的不人気は、彼があまり研究されていないことを意味した。1923年に出版されたカーディフ城の71ページある案内書では、バージェスが3回言及されているだけであり、それも名前の綴りが違っていた。1951年のロンドン万国博覧会の展示に関するペヴズナーの書『ビクトリア高潮期のデザイン』では、バージェスが中世コートに大きな貢献をしたにも拘わらず、彼に関する言及は無い。しかし、最近の30年間は、興味がかなり復活してきた。その始まりはバージェスの死から100年経過した1981年であり、その人生と作品に関する大きな展示会が開催された。まずは1981年10月まで国立カーディフ博物館、続いて11月から1982年1月までロンドンのヴィクトリア&アルバート博物館が会場だった。展示会のカタログは『ウィリアム・バージェスの奇妙な天才性』と題され、J・モードーント・クルックが編集していた。同年、クルックのバージェスに関する唯一の総合的研究書『ウィリアム・バージェスとビクトリア高潮期の夢』が出版された。クルックはその書の献辞に「C.H.-Rの記念に」と記しており、おそらくバージェスについて最初に真剣に研究した学者であるチャールズ・ハンドリー＝リードにその内容を負っていることを認めている。クルックはリードの自殺後にそのノートを引き継いでいた。2013年2月にはその改訂版が出版された。その他にマーク・ジロアードのカーディフ城とカステル・コックに関する『ビクトリア期カントリーハウス』も出版されている。シリーズ作品である『イングランドの建物』、『ウェールズの建物』、『スコットランドの建物』、『アイルランドの建物』にはバージェスの作品を国ごとに包括的に取り上げている。ただし、スコットランドとアイルランドの書は未完である。2012年時点のカーディフ城の管理者マシュー・ウィリアムズは、建築関連の新聞に多くのバージェスとビュートの記事を掲載して来た。デイビッド・ローレンスとアン・ウィルソンによる『コークのセント・フィン・バーレの大聖堂』はアイルランドにおけるバージェスの作品を扱っている。

## 作品一覧
バージェスの主要な建物年代順リストは完全なものと考えられるが、小さな作品あるいは現存構造物に最小の付加を行ったものは含まれていない。家具などの作品リストは抜粋である。宝石、金属加工、ステンドグラスの膨大な創作についてはリストが無い。クルックは包括的年代順のリストに加え、その作品が現在どのような状態にあるか、実現されなかったか、他所に移されたか、解体されたか、あるいは現位置が不明であるかを示す補遺を作成した。

### 建築物
- ソールズベリー大聖堂、ウィルトシャー、1855年-1859年建設 – 参事会集会所再建[247]
- トレバービン・ビーン、コーンウォール、1858年-1862年工事 – C・L・サマーズ・コックス大佐の家の装飾と器具取付[248]、その後改修
- ゲイハースト家屋、バッキンガムシャー1858年-1865年工事 – カーリントン卿のための改修[29]
- ドーバーのメゾン・デューとタウンホール、1859年-1875年建設 – 改修と拡張[249]
- ウォルサム修道院、1859年-1877年工事 – 修復[33]
- エリザベス救貧院[250]と礼拝堂、サセックス州ワージング、1860年建設 – 慈善団体を作った父アルフレッドのために、[251]
- 旧校舎、ハンプシャー、ウィンチフィールド、1860年-1861年建設[252]
- オールセインツ教会、ハンプシャー、フリート、1860年-1862年建設[253]
- セント・フィン・バーレの大聖堂、アイルランドのコーク、1863年-1904年建設[254]
- ヨーク救貧院、グロスターシャー、フォーサンプトン1863年1864年建設[255]
- セントジェイムズ教会、サマセット、ウィンスコーム、1863年-1864年工事、J・A・ヤットマン牧師のために、内陣の修復とステンドグラス[256]
- セントアンのコート、ソーホー、1864年-1866年建設 – ラクラン・マッキントッシュ・レイトのためのモデル・ロッジング、その後解体[253]
- セントニコルズ教会、サーリー、チャールウッド、1864年-1867年建設[257]
- ウースター・カレッジ、オックスフォード、1864年-1869年工事 – 礼拝堂の再装飾、1873年-1879年工事 – ホールの再装飾、ホールはバージェスの仕事がほとんど残らないほど改変された。礼拝堂はそのままである[258]
- オークウッド・ホール、ヨークシャー、ビングレー、1864年-1865年工事 – 内部装飾、エドワード・バーン＝ジョーンズと協業、その後改変[253]
- セントピーター教会、アイルランド、コーク県、キャリグロヘイン、1865年建設 – ロバート・グレッグ牧師のために拡張[253]
- スキルベックの倉庫、ロンドン、1865年-1866年建設 – 乾物屋倉庫の改築、アッパーテムズ通り、その後解体[259]
- ホリー・トリニティ教会、クロスヘイブン、テンプルブリーディ、1866年-1868年建設[253]
- アンティオキアの聖マーガレット教会、ケント、ダレンス、1866年-1868年建設 – R・P・コーテス牧師のための再建と改修[253]
- カーディフ城、グラモーガン、1866年-1928年建設 – ビュート卿のための再建と修復[209]
- セントミカエルとオールエンジェル教会、サセックス、ローフィールドヒース、1867年-1868年建設[253]
- ナイトシェイズ・コート、デヴォン、タイバートン、1867年-1874年[253]
- セントミカエル教会、サセックス、ブライトン、1868年 – 拡張デザイン、1892年-1899年建設[260]
- セントジョン・ザ・バプテスト教会、サリー、アウトウッド、1869年建設[253]
- ミルトン・コート、サリー、ドーキング、1869年-1880年工事 – ラクラン・マッキントッシュ・レイトのための改修[261]
- シェビソーン牧師館、デヴォン、シェビソーン、1870年-1871年建設 –ジョン・ヒースコート・アモリー卿のため[262]
- クライスト・ザ・コンソーラー教会、ヨークシャー、スケルトン・オン・ウーア、1870年-1876建設 – メアリー・バイナー夫人のための記念教会[263]
- セントメアリー教会、スタッドリーロイヤル、ヨークシャー、ファウンテンズ修道院近く、1870年-1878年建設 – リポン卿のための記念教会[264]
- パーク・ハウス、カーディフ、1871年-1880年建設 – ビュート卿の主任技師ジェイムズ・マコノチーのため、元はマコノチー・ハウスと呼ばれた[265]
- ハーロー校講演室、1871年-77年建設[253]
- オールセインツ教会、ケント、マーストン、1872年-1873年建設[253]
- セントフェイス教会、ロンドン、ストークニューイントン、1872年-1873年建設 – 1944年の爆撃で大破し、その後解体[253]
- カステル・コック、グラモーガン、1872年-1891年建設 – ビュート卿のために再生[209]
- マウントステュアート・ハウス、アイル・オブ・ビュート、小礼拝堂、1873年-1875年建設 – ビュート卿のため[266]
- トリニティ・カレッジ、アメリカ合衆国コネチカット州ハートフォード、1873年-1882年 – シーベリー、ノーサム、ジャービス各ホールを合わせてロングウォーク[267]
- タワー・ハウス、ケンジントン、メルベリー道路、1875年-1881年建設 – 自家[253]
- アングリカン教会、チェコ共和国、マリアーンスケー・ラーズニェ、1879年建設 – アンナ・スコット夫人の記念教会[268]

### 実現されなかったデザイン
- リール大聖堂、1856年[269]
- アデレードの聖フランシス・ザビエル大聖堂、1856年[25]
- コロンボの大聖堂、セイロン[25]
- クリミア記念教会、1856年-1861年[270]
- ブリスベーンのセントジョンズ大聖堂、1859年[271]
- フローレンス大聖堂、西面、1862年[272]
- ジャムセットジー卿の美術学校、ボンベイ、1865年-1866年[273]
- 王立裁判所、ロンドン、1866年-1867年[274]
- セント・ポール大聖堂、ロンドン、1870年-1877年 – 内装[275]
- セントメアリー大聖堂、エディンバラ、1873年[276]
- ラホア大聖堂、1878年[156]
- トゥルーロ大聖堂、1878年[26]

### 主要な家具と収蔵場所
- ヤットマン飾り棚、1858年 – ヴィクトリア&アルバート博物館[277]
- セントバッカス・サイドボード、1858年 – デトロイト美術館[278]
- アーキテクチャー飾り棚、1859年 – ウェールズ国立博物館[277]
- 鏡張り食器棚1859 – 現在は不明[279]
- サイドボードとワイン・キャビネット、1859年 – シカゴ美術館[280]
- ワインとビールのサイドボード、1859年 – ヴィクトリア&アルバート博物館[195]
- 大書棚、1859年-1862年 – ナイトシェイズ・コート、デボン、アシュモレアン博物館からの貸与[281]
- 洗礼盤、セントピーター教会、サマセット、ドレイコット、1861年 – 2007年にバス&ウェルズによって売却が提案され議論を呼んだが、公告されたままである[282]
- テイラー書棚、1862年 – ベッドフォードのヒギンズ美術館・博物館[283]
- 水仙の洗面台、1865年 – ヒギンズ美術館・博物館[204]
- バージェスのベッド、1865年 – ヒギンズ美術館・博物館[205]
- クロッカー化粧台、1867年 – ヒギンズ美術館・博物館[157]
- クロック飾り戸棚、1867年 – マンチェスター市立美術館[284]
- 十二宮の長椅子、1869年-1870年 – ヒギンズ美術館・博物館[285]、2011年2月に購入し、2013年には博物館の再会じに展示されている[286]
- 子供部屋ワードローブ、1875年 – ヒギンズ美術館・博物館[287]
- 黄金のベッド、1879年 – ヴィクトリア&アルバート博物館[288]
- 哲学の飾り戸棚1878–79 – タワー・ハウスの客用寝室のためにデザインされた、現在は個人収集品[289]